# Algajola
Algajola est une commune française située dans la circonscription départementale de la Haute-Corse et le territoire de la collectivité de Corse. Le village appartient à la piève d'Aregno, en Balagne.

## Géographie

### Situation
Algajola est une commune du littoral de la Balagne, située entre Calvi à l'ouest et l'Île-Rousse à l'est. Elle fait partie de l'arrondissement de Calvi et depuis 2015 du canton de Calvi. Auparavant c'était l'une des 19 communes du canton de Belgodère, intégrée dans celui-ci et non à ceux de Calvi ou de l'Île-Rousse, comme sa situation géographique aurait dû l'y mettre.

### Géologie et relief
La commune occupe un petit territoire de 172 ha sur le bord de mer, partagé en deux par de petites collines orientées nord - sud, la plus haute qui est « à cheval » sur Algajola et Aregno culminant à 288 m au lieu-dit Monti. À l'ouest des collines, Tebina représente la partie plaine, et à l'est, Cocani couvre les pentes des collines descendant vers la station balnéaire. De part et d'autre des collines, leurs flancs étaient autrefois des terres « prises » (prese ou pièces de terrain) au maquis, que les gens avaient transformées en terrasses pour cultiver des bandes de terrain (lenze).
Limites territoriales

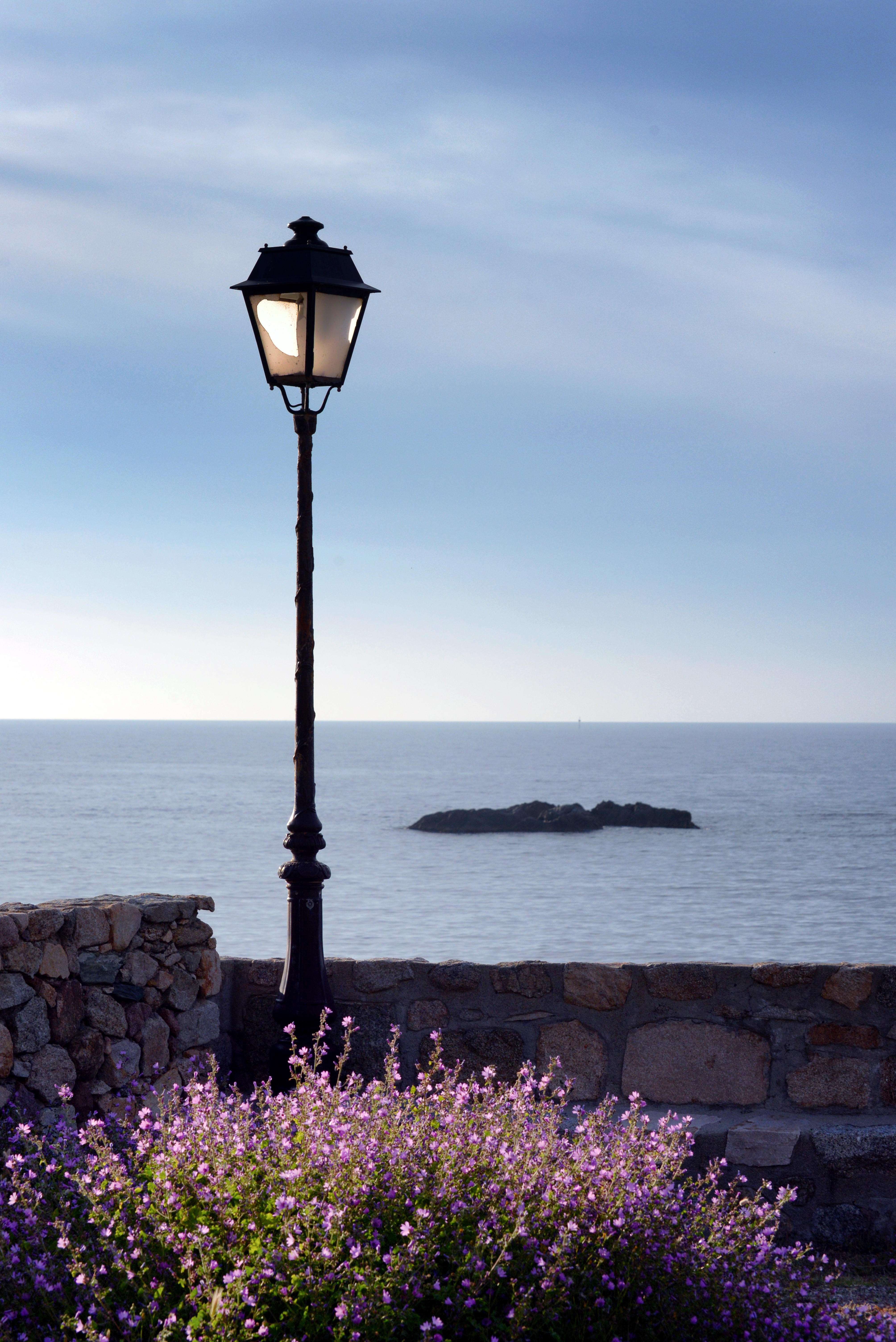
Îlot de la citadelle.

Les limites d'Algajola peuvent se définir ainsi :
- au nord, c'est une côte d'environ 3 km de long, baignée par la Méditerranée, en grande partie déchiquetée, avec la Punta San Damiano et un îlot en face de la citadelle. À l'est de celle-ci, à l'abri des vents d'ouest dominants, se trouvent le port de San Damiano que les Romains avaient construit déjà en leur temps, et le village d'Algajola avec sa forteresse « les pieds dans l'eau ». Cette côte part d'un point situé à 500 m (distance orthodromique) à l'ouest de la Punta San Damiano, pour se terminer avec 200 m de la plage de sable d'Aregno à l'est ;
- à l'est, de la plage d'Aregno, la démarcation part au sud, coupant la Route territoriale 30 (ex-RN 197), contournant le camping Cala di Sole et Cocani, vers les collines du lieu-dit Monti (281 m) pour atteindre le point culminant de la commune (269 m) ;
- au sud, la démarcation suit la ligne de crête des collines vers le Capu Luna Piana (345 m - Lumio), sans l'atteindre toutefois, jusqu'à un point situé à 251 m d'altitude « à cheval » à la fois sur Algajola, Aregno et Lumio. De là elle repart au nord-ouest vers Ribe, en un point situé à environ 400 m de la côte ;
- à l'ouest, du point à Ribe ci-dessus, la ligne se dirige vers la mer au nord, coupant la Route territoriale 30 (ex-RN 197).

### Hydrographie
Un seul petit cours d'eau, sans nom sur les cartes, naît sur la commune, arrose Tepina et se jette dans le port de San Damiano.

### Climat et végétation
Commune du littoral balanin, Algajola bénéficie d'un climat méditerranéen doux et tempéré. Il est cependant exposé aux forts vents dominants d'ouest et du nord-ouest, les traînes de mistral. Une digue protège le petit port de San Damiano des coups de mer du nord et du nord-ouest.
Depuis longtemps le maquis, ici composé essentiellement de cistes et de lentisques, de chênes verts et de quelques oliviers sauvages, a repris ses droits sur les terrasses de culture abandonnées au XIXe siècle.

### Voies de communication et transports

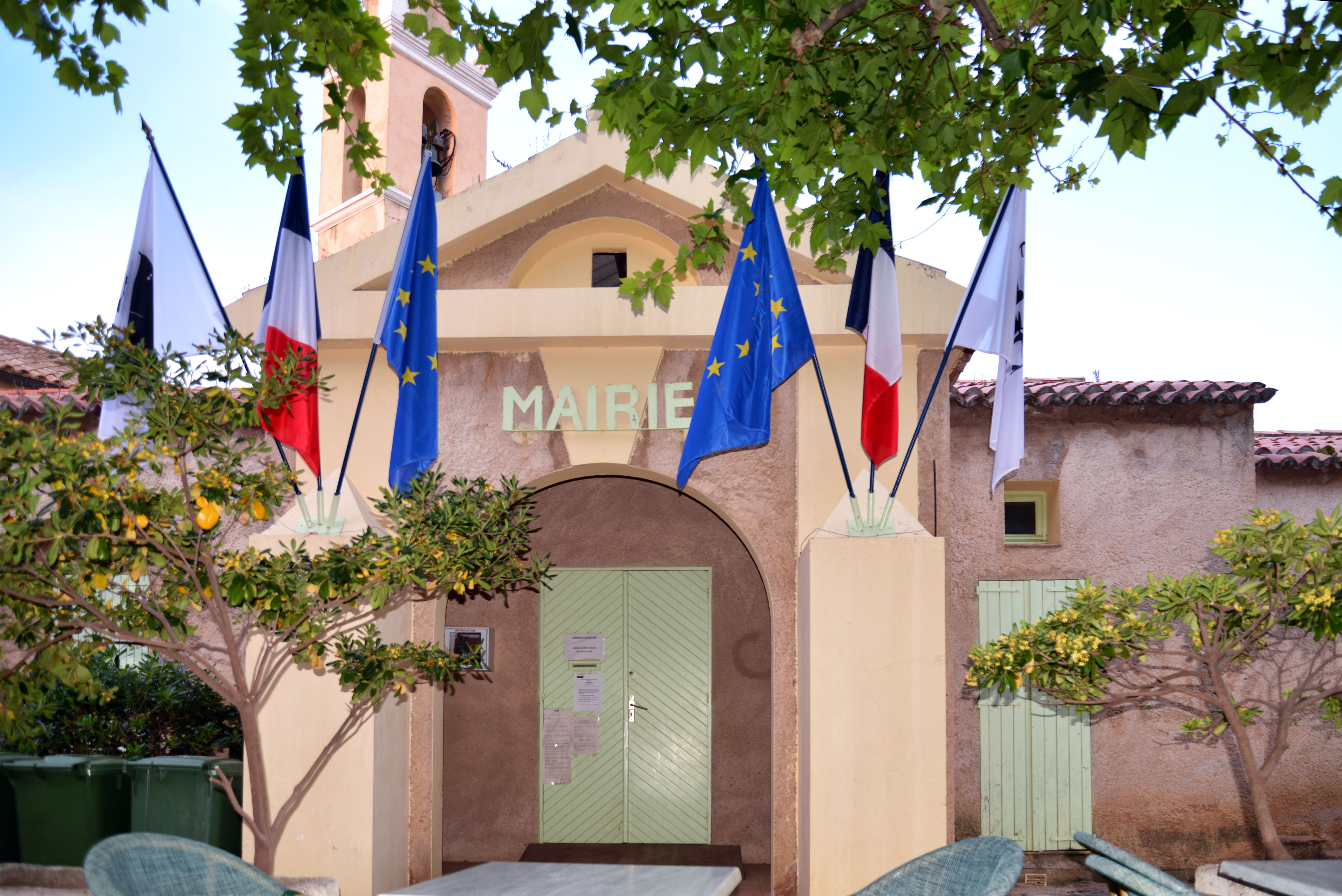
La mairie

#### Accès routiers
On accède à la commune par une seule voie : la Route territoriale 30 (ex-RN 197), ici section de la route du bord de mer corse qui la traverse d'est en ouest. Depuis un carrefour giratoire situé à l'est de la commune, sur Aregno, où se fait la jonction de la RT 30 avec la D551 conduisant à Aregno, une voie parallèle nommée RT 301, permet de gagner la plage d'Aregno et le village d'Algajola en bordure de mer, avant de rejoindre la RT 30 à un autre carrefour giratoire mis en service en 2010 à l'ouest. De ce dernier, une voie nommée « Avenue du port » donne accès au port de pêche/petite plaisance de San Damiano et à sa marine.

#### Transports
La commune est traversée par la ligne Balagne des CFC, avec un arrêt. Il s'agit d'une halte au village qui est désormais desservi à longueur d'année, par le trinighellu (micheline) sur la ligne de desserte des plages entre Calvi et L'Île-Rousse et, pour deux allers-retours par jour, jusqu'à Bastia.
Algajola se trouve à 17 km du port de commerce de Calvi et à 9 km de celui de L'Île-Rousse. L'aéroport le plus proche est l'aéroport de Calvi-Sainte-Catherine, à quinze kilomètres.

## Toponymie
Le nom de la commune (petite algue) viendrait peut-être, du fait que la plage d'Aregno est recouverte de posidonies en hiver ; mais c'est sans doute une étymologie populaire.
En corse la commune se nomme Algaiola.

## Urbanisme

### Typologie
Au 1er janvier 2024, Algajola est catégorisée commune rurale à habitat dispersé, selon la nouvelle grille communale de densité à sept niveaux définie par l'Insee en 2022.
Elle est située hors unité urbaine et hors attraction des villes,.
La commune, bordée par la mer Méditerranée, est également une commune littorale au sens de la loi du 3 janvier 1986, dite loi littoral. Des dispositions spécifiques d’urbanisme s’y appliquent dès lors afin de préserver les espaces naturels, les sites, les paysages et l’équilibre écologique du littoral, tel le principe d'inconstructibilité, en dehors des espaces urbanisés, sur la bande littorale des 100 mètres, ou plus si le plan local d’urbanisme le prévoit.

### Occupation des sols
L'occupation des sols de la commune, telle qu'elle ressort de la base de données européenne d’occupation biophysique des sols Corine Land Cover (CLC), est marquée par l'importance des zones arbustives et milieux semi-naturels (69,8 % en 2018), néanmoins en diminution par rapport à 1990 (71,7 %). La répartition détaillée en 2018 est la suivante : 
milieux à végétation arbustive et/ou herbacée (68,2 %), zones urbanisées (28,8 %), espaces ouverts, sans ou avec peu de végétation (1,6 %), eaux maritimes (1,3 %). L'évolution de l’occupation des sols de la commune et de ses infrastructures peut être observée sur les différentes représentations cartographiques du territoire : la carte de Cassini (XVIIIe siècle), la carte d'état-major (1820-1866) et les cartes ou photos aériennes de l'IGN pour la période actuelle (1950 à aujourd'hui).

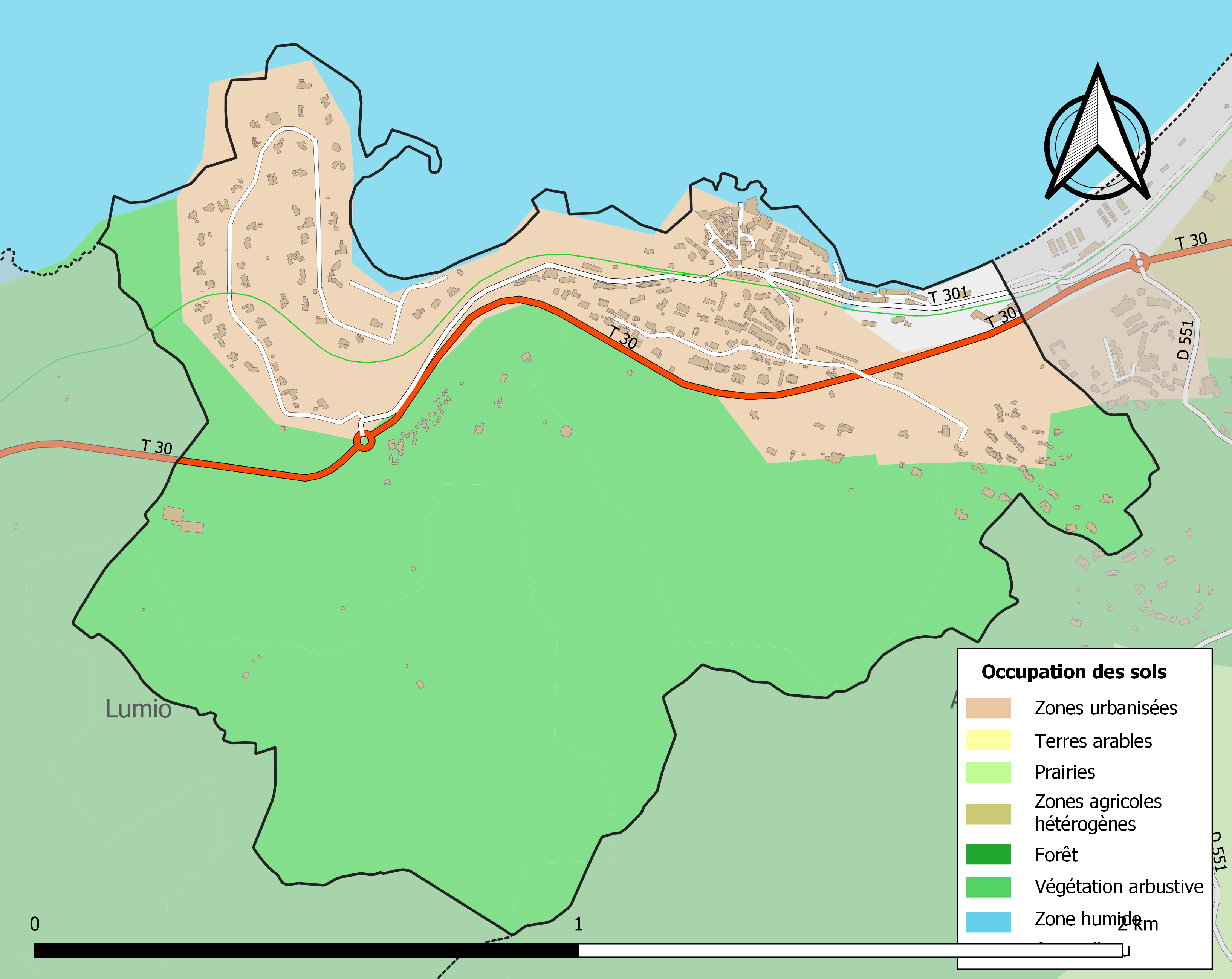
Carte des infrastructures et de l'occupation des sols de la commune en 2018 (CLC).
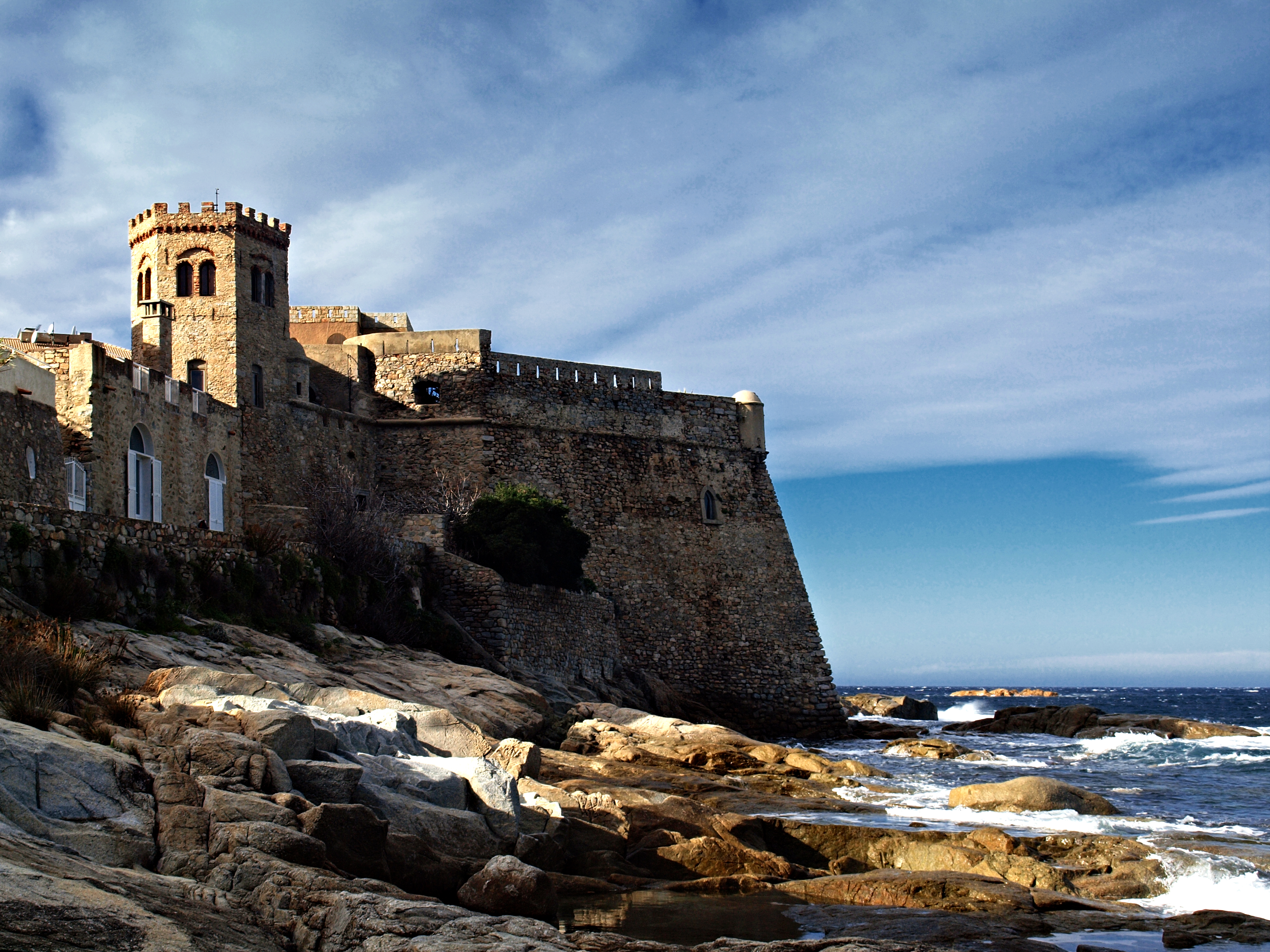
Le fort d'Algajola

### Algajola
Le site a été habité dès le XVIe siècle. Algajola qui s'appelait l’Arpagiola (ou o Gabiola), était un petit port de pêche, avec un fort sur la mer, qui a été concurrencé par les villes voisines. Les pêcheurs (artisans) ont presque tous disparu de nos jours pour se reconvertir dans le tourisme.
Algajola a vu en quelques décennies sa population presque tripler alors que son territoire est des plus modestes. L'été venu, ce sont des milliers de résidents, touristes italiens, nord-européens et français qui viennent fréquenter cette remarquable station balnéaire parée d'une forteresse en bord de mer.

### Marine de San Damiano
La partie occidentale de la commune, au sud de la Punta San Damiano, et jusqu'à la Route territoriale 30 (ex-RN 197), s'est urbanisée autour du port de pêche de San Damiano.
Le petit port de San Damiano se situe à 7 km à l'ouest de L'Île-Rousse et 15 km de Calvi, abrité par la Punta San Damiano des fréquents et forts coups de vent de nord à ouest.
Autrefois port romain, il sera abandonné après leur départ au VIe siècle et ce jusqu'au XIIe siècle, époque qui verra la construction d'une tour de défense. Dès lors, les activités commerciales et de pêche reprennent. En 1620 le port devient le second port de l'île. Aujourd'hui Algajola possède le petit port de pêche de San Damiano, sans pêcheur à l'année.
Algajola fut longtemps une position génoise avancée devant Calvi. La citadelle, petite forteresse aujourd'hui bien entretenue, présente une agréable silhouette avec son échauguette protubérante.

## Histoire

### Antiquité
Algajola serait bâtie à l'emplacement d'une ancienne cité phénicienne qui avait pour nom Argha. Une étymologie commune à Alghero, sur un site similaire en Sardaigne est possible.
D'après les historiens Cluver et Canari, CÆSIÆ littus porté sur la côte septentrionale de la Corse par Ptolémée sur ses cartes, serait le port de l'Algajola. D'après Müller il serait le golfe de Saint-Florent. Selon son étude, Xavier Poli exclut ces hypothèses, allant jusqu'à dire : « Cæsiæ est donc à identifier avec la plage du golfe de Calvi » car littus veut dire plage sablonneuse. La plage d'Aregno qui commence sur la commune est également sablonneuse.

### Moyen Âge
L'Algajola, selon d'autres Gabbiola (ou Gabiola), se trouvait dans l'ancienne pieve d'Aregnu.
C'est à l'Algajola qu'habitait le lieutenant de l'Office ; il gouvernait la Balagne. Avant la guerre que livra le roi de France aux Génois au XVIe siècle, l'Algajola était une forteresse de peu d'importance, située sur la côte. Mgr Giustiniani, alors évêque de Nebbio, en avait fait la description suivante :

« On entre dans la Balagne qui, tout en ayant un circuit moindre que celui du Nebbio, puisqu'elle n'a guère que soixante-dix milles de tour, est néanmoins fameuse par la quantité d'huile qu'elle produit, et aussi parce que l'Office de S. Georges y entretient un officier particulier, qui s'appelle lieutenant du « Deçà des Monts » et administre la justice aux Balanais seulement ; ce lieutenant a sous ses ordres un capitaine, un cavallero et plusieurs sbires »

— Mgr Giustiniani in Dialogo nominato Corsica, traduction Lucien Auguste Letteron in Histoire de la Corse, Description de la Corse - Tome I, p. 18.

### Temps modernes

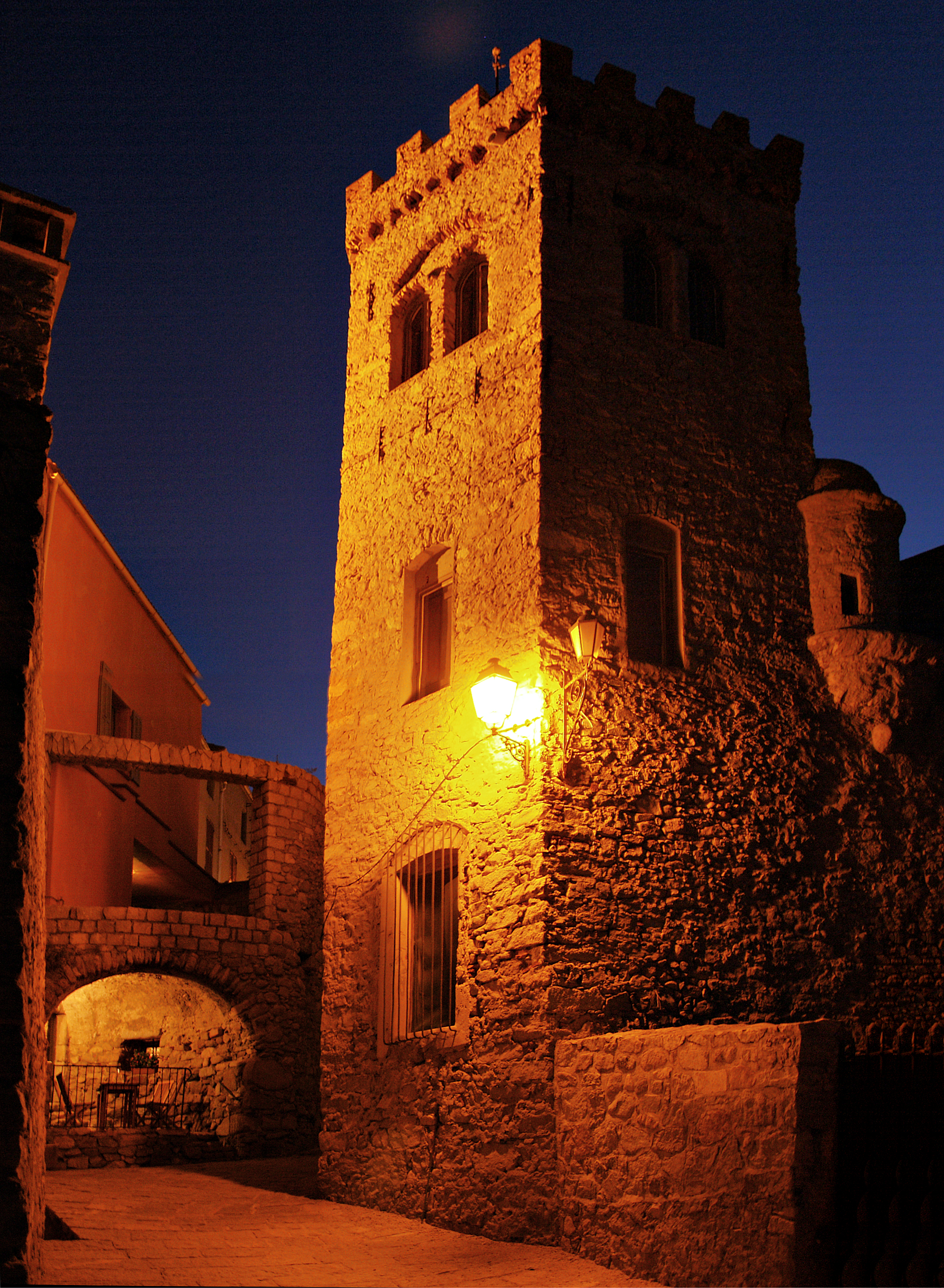
U Castellu

Au XVIe siècle vers 1520, la Balagne était une province génoise de la république de Gênes. Elle était composée des pievi de Tuani, Aregnu, Santo Andrea, Pino et Olmia. La pieve d'Aregno qui avait pour lieux habités : l’Arpagiola (o Gabiola), la Corbaia, lo Monticello, Santo Antonino, Santa Riparata, Piaza, Pragola, le Torre, Regno, li Catari, lo Lavatogio, lacona, Spano, Hogio, Aquapessa, comptait environ 1 350 habitants.
Algaiola était la capitale administrative de la province de Balagne. Un tribunal pour les pièves voisines y était établi. Un château forteresse a été construit peu avant 1531 pour à la fois, servir de demeure au « lieutenant » (luogotenente, il était le représentant du pouvoir exécutif à la tête d'une province) de l'Office de Saint Georges, et faire partie du système défensif génois.

Avant la guerre que livra Henri II, roi de France, aux Génois en Corse, l'Algajola était une forteresse très peu importante, située sur la côte ; 

« le village, aujourd'hui presque abandonné, était aussi fort petit, puisqu'il n'avait guère que vingt-cinq ou trente feux. Aujourd'hui il est moindre encore. Il est pourtant fort commodément situé ; car quiconque va de n'importe quelle piève de la Balagne à l'Algajola pour ses affaires, peut revenir le soir coucher dans sa maison. C'est sans doute, à cause de cette commodité même que l'Office a choisi cet endroit pour en faire la résidence du lieutenant, de préférence à beaucoup d'autres endroits plus peuplés et peut-être plus sains. Il y a dans cette piève un monastère de Fr. Mineurs construit dans un site vaste et remarquable par la fraîcheur de ses ombrages, la bonté de l'eau et celle de l'air ; si bien qu'à Rome et Gênes un pareil site se paierait bien des milliers d'écus. »

— Mgr Giustiniani in Dialogo nominato Corsica, traduction de l'Abbé Letteron in Histoire de la Corse -Tome I, p. 19.

#### Durant la guerre des Français contre Gênes
- 1555, en janvier, Manomozzo[13], sergent de Sampiero, est envoyé par le maréchal de Thermes depuis Ajaccio, avec une centaine d'hommes tant Corses que Gascons, pour prendre Saint-Florent. Repoussé par les Génois, il se replie en Balagne et décide d'enlever l'Algaiola, petit château voisin de la marine, où une troupe de vingt-cinq soldats génois s'étaient fortifiés. À l'aide d'échelles, une quarantaine d'hommes, tant Corses que Gascons, descendent dans la place.

« Les Génois postés dans une tour qui dominait la maison, en tuèrent une partie à coups de pierres et d'arquebuses, les autres se rendirent à discrétion et furent faits prisonniers ; quatre ou cinq seulement purent s'échapper en remontant par les cordes qui leur avaient servi à descendre. Il resta dans la place trente-cinq hommes, tant morts que prisonniers. Les Gascons perdirent seulement leurs armes et furent remis en liberté ; mais les huit Corses qui se trouvèrent au nombre des prisonniers furent conduits à Calvi et pendus après avoir subi divers supplices. Cet événement eut lieu pendant le mois de janvier 1555. »

— Marc' Antonio Ceccaldi in Chronique, traduction de l'abbé Letteron in Histoire de la Corse - Tome II, p. 169.
Peu après, un capitaine français envoyé d'Ajaccio par Thermes, avec une galère et un canon accompagné d'abondantes munitions, vient appuyer les troupes de Manomozzo. « Le capitaine, de sa galiote, tira quelques coups sur le château, tandis que Manomozzo tirait par terre avec le canon qui avait été débarqué. Se trouvant ainsi resserrés, ceux du château furent contraints de se rendre. - Abbé Letteron in Histoire de la Corse Tome II p. 170. »
Thermes fit transporter une grande quantité de vivres à l'Algaiola par quinze galères qui les avait apportés de Marseille. Deux cents Gascons, soit deux compagnies, sont envoyés par Giordano Orsino pour garder les importants approvisionnements de vivres qu'on y avait déposés.

Sampiero étant absent sur l'île, les populations prennent partout les armes en faveur des Génois. Effrayés, les Gascons s'enfuient sans attendre le secours, abandonnant les vivres qui s'y trouvaient, aux Balanais qui en emportèrent une grande quantité, parce que le pays souffrait beaucoup de la disette. Grechetto Giustiniano envoyé par Quilico Spinola, commissaire et colonel de la Signoria qui commandait à Calvi, arriva avec sa compagnie, pour enlever les vivres qui restaient et les faire transporter à Calvi. lorsqu'arrivèrent à l'Algaiola, cinq galères françaises envoyées par Giordano afin d'empêcher les Calvais de sortir de la place. 

« Sur ces galères se trouvaient cinq compagnies gasconnes qui débarquèrent sur le rivage. Lorsqu'elles virent que les soldats génois emportaient les vivres de l'Algaiola, elles leur barrèrent le chemin. Surpris par une attaque si soudaine, les Génois prirent la fuite et regagnèrent Calvi. »

— Marc' Antonio Ceccaldi in Chronique, traduction de l'Abbé Letteron in Histoire de la Corse - Tome II, p. 201.
Mais les Génois qui étaient à Calvi ne laissaient guère de repos aux ennemis qui se trouvaient dans le voisinage. À leur départ de Balagne, les Français avaient brûlé quelques tours dans les villages favorables aux Génois ; lorsqu'ils furent partis, les Génois sortirent à leur tour de Calvi et brûlèrent les tours qui restaient dans les villages favorables aux Français, notamment celle de Francesco de Sant'Antonino et quelques autres. Ils rasèrent ensuite jusqu'aux fondements les murs de l'Algaiola, pour empêcher les Français de s'y établir à l'avenir.
- 1556, Le 5 février, une trêve de cinq ans est conclue entre les députés de l'empereur, du roi de France et du roi d'Angleterre à l'abbaye de Vaucelles.

Monseigneur de Beaujourdain, neveu de Thermes, est nommé gouverneur de la Balagne.
- 1558 - Treize galères génoises et espagnoles, sous la conduite de Giovanni Andrea Doria, faisant voile pour Calvi, allèrent se présenter devant l'Algaiola où elles tirèrent une quarantaine de coups de canon sur une tour encore occupée par une petite garnison française. Les quelques soldats que Giovanni Andrea voulut débarquer pour faire des dégâts dans le pays, furent vigoureusement repoussés par les Français.

#### Cité génoise
- 1559 - La guerre étant terminée, la Corse est restituée aux Génois[Note 5] ; Giordano Orsino devait remettre entre leurs mains, les forteresses occupées. Après Saint-Florent, en compagnie d'Orsino, les Génois firent voile pour Calvi, prenant en route possession de l'Algajola, qui était au pouvoir des Français. Ils y mirent une forte garde[14].

« La Signoria de Gênes envoya en Corse quatre galères commandées par Paolo di Vivaldi. Elles amenaient Giovan Battista Grimaldi et Cristoforo Saoli qui venaient, avec le titre de commissaires, prendre pacifiquement possession de la Corse. C'était l'an de grâce 1559. Les commissaires étaient accompagnés d'un grand nombre de gentilshommes génois, qui avaient voulu les escorter ou avaient la curiosité de visiter la Corse. Ils débarquèrent à Calvi, où le gouverneur était alors Marco Gentile, etc. »

— Anton Pietro Filippini in Chronique, traduction de l'Abbé Letteron in Histoire de la Corse - Tome III, p. 5-6.
Débarqués à l'Algajola, ils firent prêter le serment de fidélité aux populations de la province de Balagne. La Corse jouissait d'une paix profonde.
Giorgio Doria, colonel et commandant général des troupes génoises en Corse, était tenu en grande considération par les Corses. Il ambitionnait la gloire de faire rentrer les Corses sous l'autorité de Gênes, afin de s'en retourner en portant cette heureuse nouvelle et d'être regardé à Gênes comme le pacificateur de l'île. Il fit publier un pardon général pour tous ceux qui furent rentrés sous l'obéissance des Génois.
Les commissaires génois, en Corse, firent dresser l'état des biens possédés par chacun et imposèrent une taille extraordinaire et écrasante à toutes les populations. Mais ils éprouvèrent de grandes difficultés à lever l'impôt car les gens ne voulaient pas se résigner au nouvel impôt qu'ils ne voulaient payer à aucun prix.

#### Durant la guerre de Sampiero
Pendant ce temps, banni de sa patrie et dépossédé de tous les biens qu'il avait autrefois en Corse, Sampiero Corso réfléchissait aux moyens de rallumer la guerre en Corse contre les Génois, puisqu'il s'était déclaré leur ennemi irréconciliable. 

« En vrai Corse qu'il était, il avait toujours gravé dans le cœur l'affront qu'il avait reçu lorsque Giovan Maria Spinola gouvernait la Corse. On se souvient qu'il avait été jeté en prison et qu'il s'en était peu fallu qu'il ne fût mis à mort. »

— Anton Pietro Filippini in Chronique, traduction de l'Abbé Letteron in Histoire de la Corse - Tome III, p. 20
.
Il est tenu informé, notamment par écrit du rebelle Bartolommeo de Vivario, que les populations sont tellement opprimées par les Génois qu'elles prendraient immédiatement les armes en sa faveur s'il revenait sur l'île.
- 1564 - Sampiero arrive en Corse avec une galère et une frégate et aborde le 12 juin dans le golfe de Valinco, dans le Delà des Monts ; il ne tarda pas à passer dans l'En-Deçà-des-Monts, soulevant les populations.

En apprenant la déroute complète de ses troupes et des pertes qu'elles avaient subies à Vecovato puis à Caccia, le Sénat envoya en toute hâte en Corse Stefano D'Oria, seigneur de Dolce-Acqua, avec le titre de commandant général des troupes génoises. Conformément aux ordres qu'il avait reçus récemment de la Signoria, il fit prélever de force chez certains habitants de la Balagne qui obéissaient volontiers à Sampiero, plus de douze cents charges de blé et d'orge de la nouvelle moisson qu'il fit transporter à Calvi et à l'Algajola.
Le nouveau commissaire, Giovan Pietro Vivaldi avait envoyé à l'Algajola Manfredo de' Franchi, Girolamo Cazero et Geronimo Roccatagliata, avec leurs compagnies à cheval pour tenir tête à Sampiero. Après leur départ pour Saint-Florent, lorsque Sampiero eut passé dans le Nebbio, Girolamo Roccatagliata resta seul à l'Algajola, où il escarmouchait, sans relâche avec Lodovico de Casta, Paolo della Leccia, Giovan Martino et Giorgiucolo de Caccia.

#### À nouveau génoise

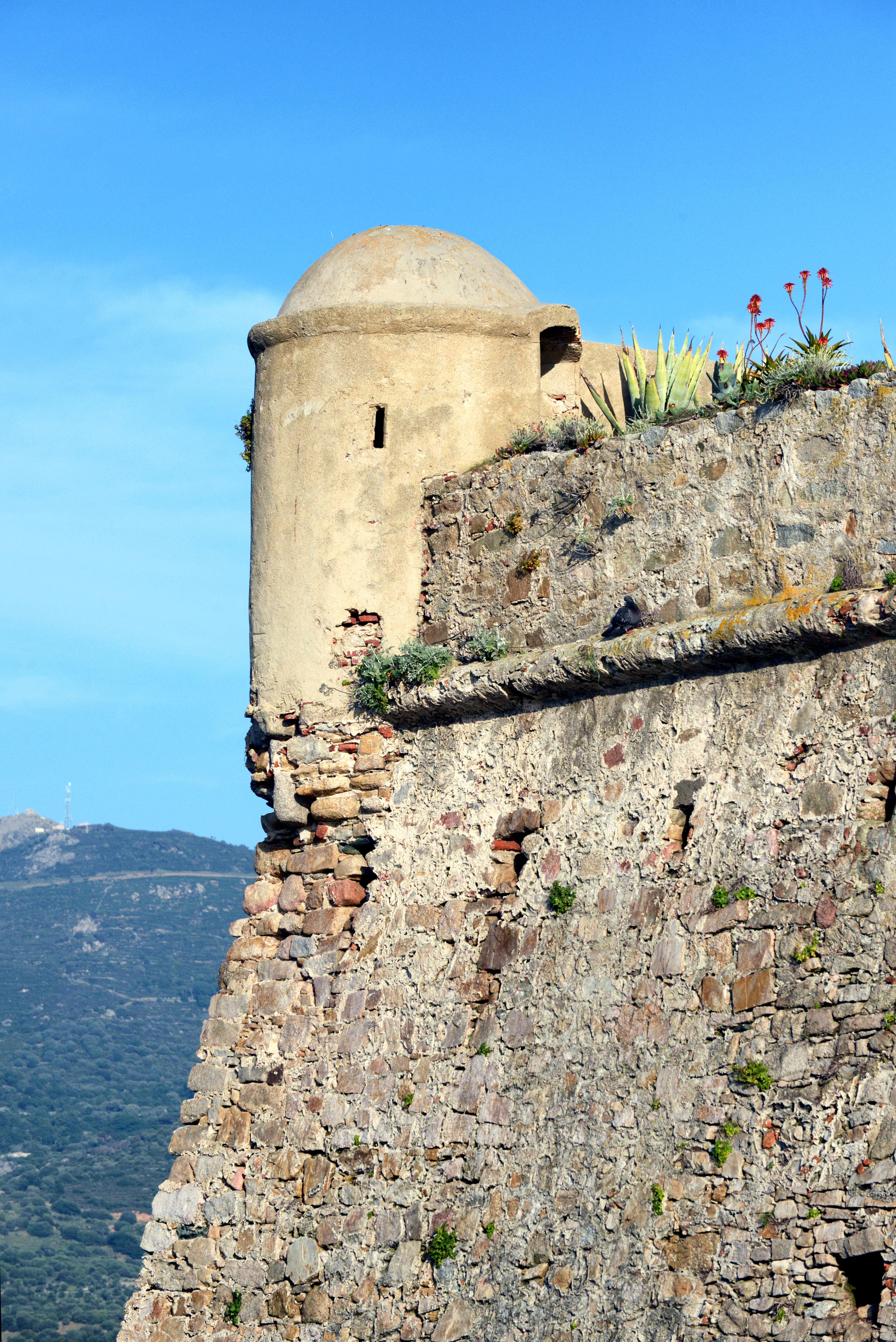
L'échauguette de la citadelle

- 1643, l’Arpagiola fut prise et saccagée par les Ottomans. Les corsaires barbaresques venaient prélever dans l'île leur tribut d'esclaves. Les Génois qui persistaient à exiger la démolition des tours et des châteaux, à interdire de porter des armes, sauf sur la côte, accorderont quatre fusils à Algajola. Deux ans après, il n'y avait plus que des ruines[15].
- 1664, Gênes fit fortifier son château qui fut la résidence du lieutenant jusqu'en 1764.

Algajola deviendra par la suite une communauté de la piève du Regino, l'une des trois pievi de la vallée du Regino.

#### Durant la grande révolte contre Gênes
Extraits de la Chronologie écrite par Antoine-Dominique Monti, président de l'ADECEC, publiée par celle-ci en 1979
- 1730
  - 21 février. Felice Pinelli gouverneur génois élu le 1er avril 1728, apprend que Farinole, Patrimonio, Saint-Florent et Algajola sont assiégés et que Corte et Rogliano sont tombés aux mains des Corses. Il envoie en Balagne Petru Pizzini, un des Nobles-Douze, et le lieutenant Domenico Maria Mariani.
  - Mars. Algajola est assiégée pendant quelques jours.
- 1731
  - Mars Algajola reste fidèle à la République génoise
  - 5 avril. Les gens de la Balagne, mécontents des tentatives de corruption du lieutenant d'Algajola, font le siège de la place. Les habitants se réfugient à Calvi et à Gênes sans attendre l'assaut. La tour de L'Île-Rousse est prise par les Corses.
- 1736 - 6 juin. Théodore de Neuhoff passe en Balagne accompagné  des généraux de la Nation Giacinto Paoli et Luigi Giafferi. Le roi fera attaquer, sans grand succès, Calenzana et Algajola.
- 1737 - octobre. Situation militaire en Balagne : Calvi, Lumio, Calenzana et Algajola sont aux mains des Génois ; les Nationaux sont à Montemagiore, Lunghignani, Cassano, Ziglia, Corbara, Monticello, Santa-Reparata-di-Balagna.
- 1739 - 18 mai. Les Corses attaquent, sans succès, à Piève et Algajola.
- 1745 - 29 novembre. Une circulaire de Domenico Rivarola[Note 6] annonce la prise de Bastia, San Pelegrino et la Padulella aux habitants de la Balagne et leur commande de faire le blocus de Calvi, Algajola et l'Île-Rousse.
- 1753 - Les Français quittent l'île. La préside d'Algajola reste encore génoise.
- 1762
  - Avril. Les Génois fortifient San Pellegrino qu'ils ont de nouveau occupé, résistent à Macinaggio et conservent l'Algajola.
  - Nuit du 17 au 18 juillet. 150 volontaires nationaux tentent en vain de surprendre l'Algajola.
- 1764 - 6 août. Deuxième traité de Compiègne entre la France et la république de Gênes, signé par Choiseul et Sorba. La France reçoit en dépôt pour quatre ans : Bastia, Ajaccio, Saint-Florent, Calvi et Algajola[Note 7].
- 1765 - ars. Sous prétexte de l'échange de prisonniers entre Gênes et la Corse, Marbeuf obtient une entrevue de Paoli. En réalité le commandant français désire s'entretenir de la liberté de commerce entre les présides et l'intérieur. Il obtient l'ouverture de marchés les mercredi et samedi pour ses garnisons, à la tour de Caldano à Lumio pour celles de Calvi et d'Algajola.
- 1767 - 30 juillet. Les Français ont évacué les trois places maritimes. Algajola a été occupée par les Corses. Calvi est bloquée.

En 1789, la pieve du Regino devient le canton d'Algajola.

### Époque contemporaine

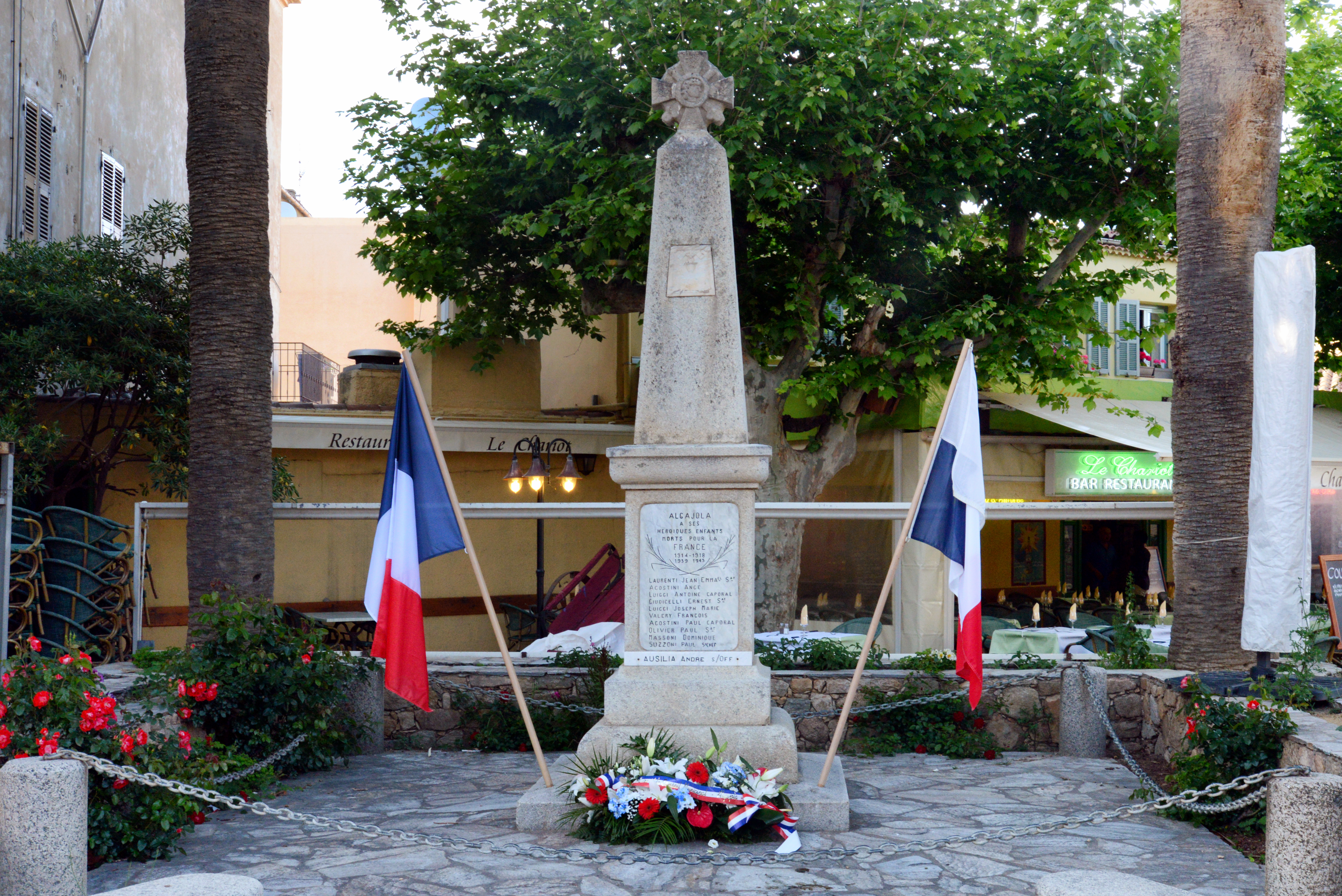
Monument aux morts

En 1954, Algajola comptait seulement 138 habitants et appartenait au canton de Muro composé des communes de Algajola, Aregno, Avapessa, Cateri, Feliceto, Lavatoggio, Muro, Nessa et Speloncato.
1971-1973 : de nouveaux cantons sont créés dont celui de Belgodère avec la fusion imposée des anciens cantons de Muro, Belgodère et Olmi-Cappella.
Son contentieux électoral est célèbre et a fait l'objet de nombreuses décisions judiciaires. Son maire actuel est M. Maurice Pariggi, retraité de la fonction publique, proche du Parti radical de gauche (il était 31e sur la liste "Pour la Corse dans la République" aux élections territoriales 2004, liste Zuccarelli Alfonsi).

## Politique et administration

### Liste des maires
| Période                                  | Période  | Identité         | Étiquette | Qualité                    |
| ---------------------------------------- | -------- | ---------------- | --------- | -------------------------- |
| avant 1897                               | ?        | Joseph Luiggi    |           |                            |
| avant 1981                               | ?        | Septime Sturlesi |           |                            |
| mars 2001                                | En cours | Maurice Pariggi  | PRG       | Retraité Fonction publique |
| Les données manquantes sont à compléter. |          |                  |           |                            |

### Budget et fiscalité 2016
En 2016, le budget de la commune était constitué ainsi :
- total des produits de fonctionnement : 508 000 €, soit 1 649 € par habitant ;
- total des charges de fonctionnement : 400 000 €, soit 1 299 € par habitant ;
- total des ressources d’investissement : 99 000 €, soit 323 € par habitant ;
- total des emplois d’investissement : 149 000 €, soit 483 € par habitant.
- endettement : 117 000 €, soit 380 € par habitant.

Avec les taux de fiscalité suivants :
- taxe d’habitation : 8,66 % ;
- taxe foncière sur les propriétés bâties : 8,15 % ;
- taxe foncière sur les propriétés non bâties : 55,31 % ;
- taxe additionnelle à la taxe foncière sur les propriétés non bâties : 0,00 % ;
- cotisation foncière des entreprises : 0,00 %.

Chiffres clés Revenus et pauvreté des ménages en 2014 : Médiane en 2014 du revenu disponible, par unité de consommation : 19 527 €.

## Population et société

### Démographie
L'évolution du nombre d'habitants est connue à travers les recensements de la population effectués dans la commune depuis 1800. Pour les communes de moins de 10 000 habitants, une enquête de recensement portant sur toute la population est réalisée tous les cinq ans, les populations de référence des années intermédiaires étant quant à elles estimées par interpolation ou extrapolation. Pour la commune, le premier recensement exhaustif entrant dans le cadre du nouveau dispositif a été réalisé en 2006.

En 2022, la commune comptait 368 habitants, en évolution de +2,79 % par rapport à 2016 (Haute-Corse : +5,15 %, France hors Mayotte : +2,11 %).
| 1800 | 1806 | 1821 | 1831 | 1836 | 1841 | 1846 | 1851 | 1856 |
| ---- | ---- | ---- | ---- | ---- | ---- | ---- | ---- | ---- |
| 158  | 143  | 221  | 209  | 212  | 259  | 236  | 225  | 210  |

| 1861 | 1866 | 1872 | 1876 | 1881 | 1886 | 1891 | 1896 | 1901 |
| ---- | ---- | ---- | ---- | ---- | ---- | ---- | ---- | ---- |
| 191  | 159  | 135  | 149  | 167  | 177  | 193  | 196  | 147  |

| 1906 | 1911 | 1921 | 1926 | 1931 | 1936 | 1946 | 1954 | 1962 |
| ---- | ---- | ---- | ---- | ---- | ---- | ---- | ---- | ---- |
| 153  | 137  | 130  | 147  | 158  | 142  | 121  | 138  | 129  |

| 1968 | 1975 | 1982 | 1990 | 1999 | 2006 | 2011 | 2016 | 2021 |
| ---- | ---- | ---- | ---- | ---- | ---- | ---- | ---- | ---- |
| 129  | 178  | 228  | 211  | 216  | 268  | 292  | 358  | 363  |

| 2022 | - | - | - | - | - | - | - | - |
| ---- | - | - | - | - | - | - | - | - |
| 368  | - | - | - | - | - | - | - | - |

### Enseignement
L'école primaire publique d'Algajola se situe quartier A Marina. Les collèges publics les plus proches sont ceux de L'Île-Rousse et de Calvi, distants respectivement de 8 km et de 16 km. Le lycée de Balagne, lycée d'enseignement général et technologique public, est situé à  L'Île-Rousse.

### Santé
Il n'y a pas de médecin, de pharmacie à Algajola. Le médecin et la pharmacie les plus proches sont à Lumio, à 6 km. Un infirmier se trouve à Algajola.
Le plus proche hôpital est le centre hospitalier de Calvi-Balagne, ex antenne médicale de Balagne (AMU de Calvi), distant de 16 km.

### Cultes
Il n'existe qu'un seul lieu de culte, catholique, à Algajola. La paroisse relève du diocèse d'Ajaccio.

## Économie
S'inscrivant aujourd'hui dans une zone à forte fréquentation touristique durant la saison estivale, Algajola est devenue une petite station balnéaire très prisée. Se trouvant en Balagne, l'un des deux pôles touristiques de la Corse, avec un arrière-pays très riche en villages, en édifices et monuments historiques, c'est un endroit idyllique à découvrir pour tous les amoureux de la mer, des couchers de soleil et de bonnes tables. Établissements hôteliers et restaurants s'égrainent tout le long de la côte comprise entre San Damiano et Aregno-plage. Une mine de porphyre de haute qualité est également en exploitation aux alentours de ce village.

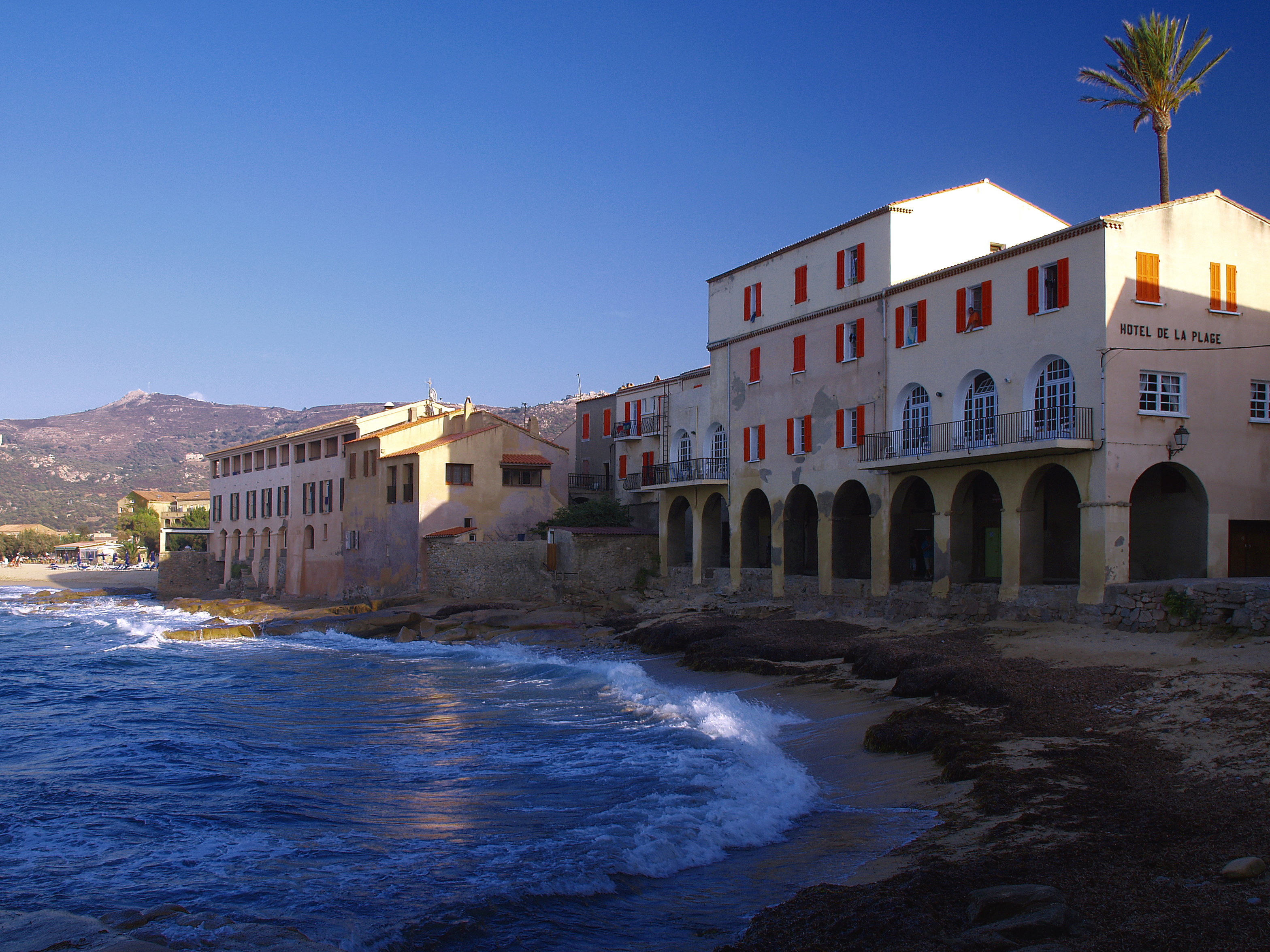
Les établissements du bord de mer.
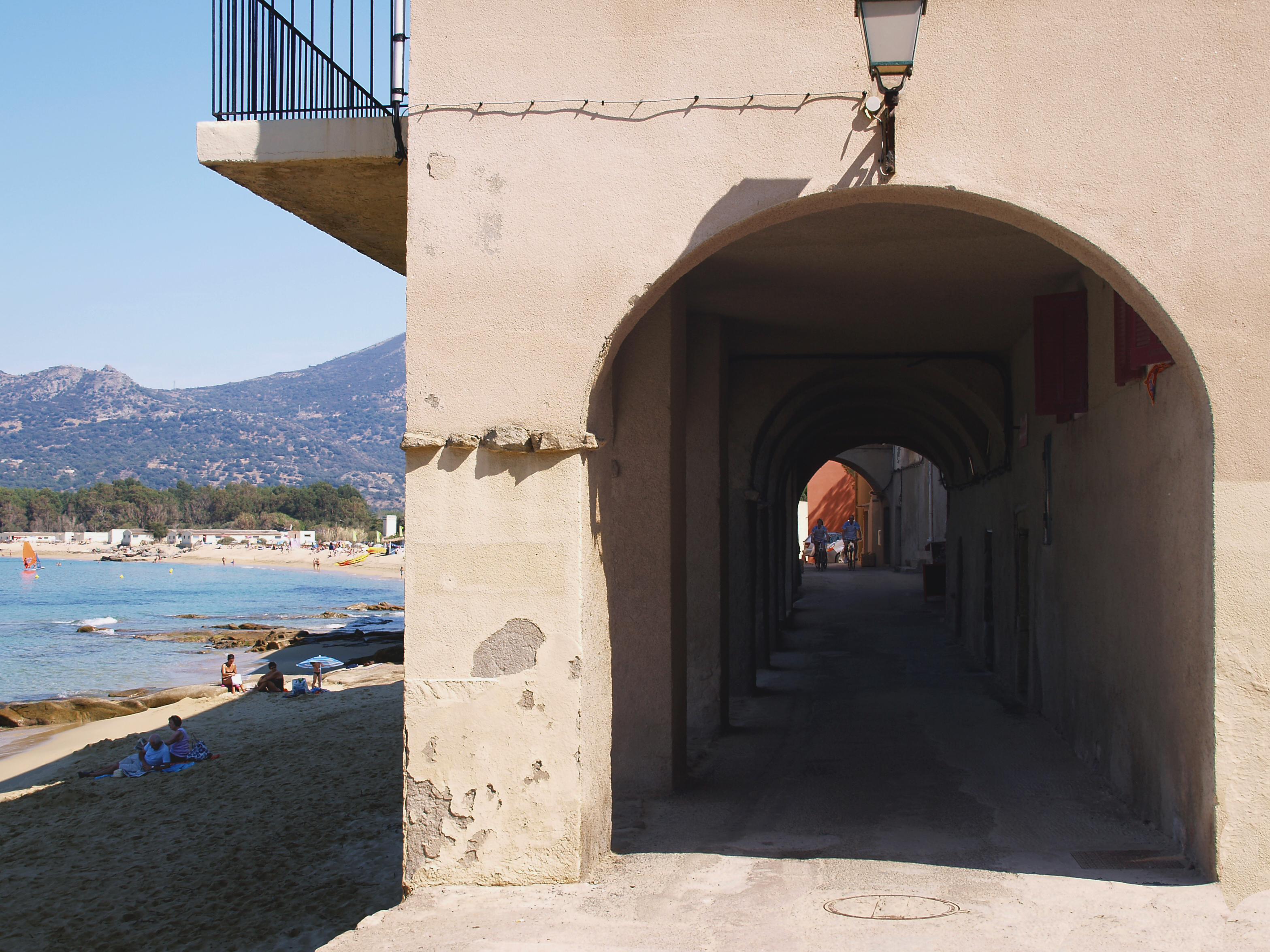
Galerie sous l'hôtel de La Plage.
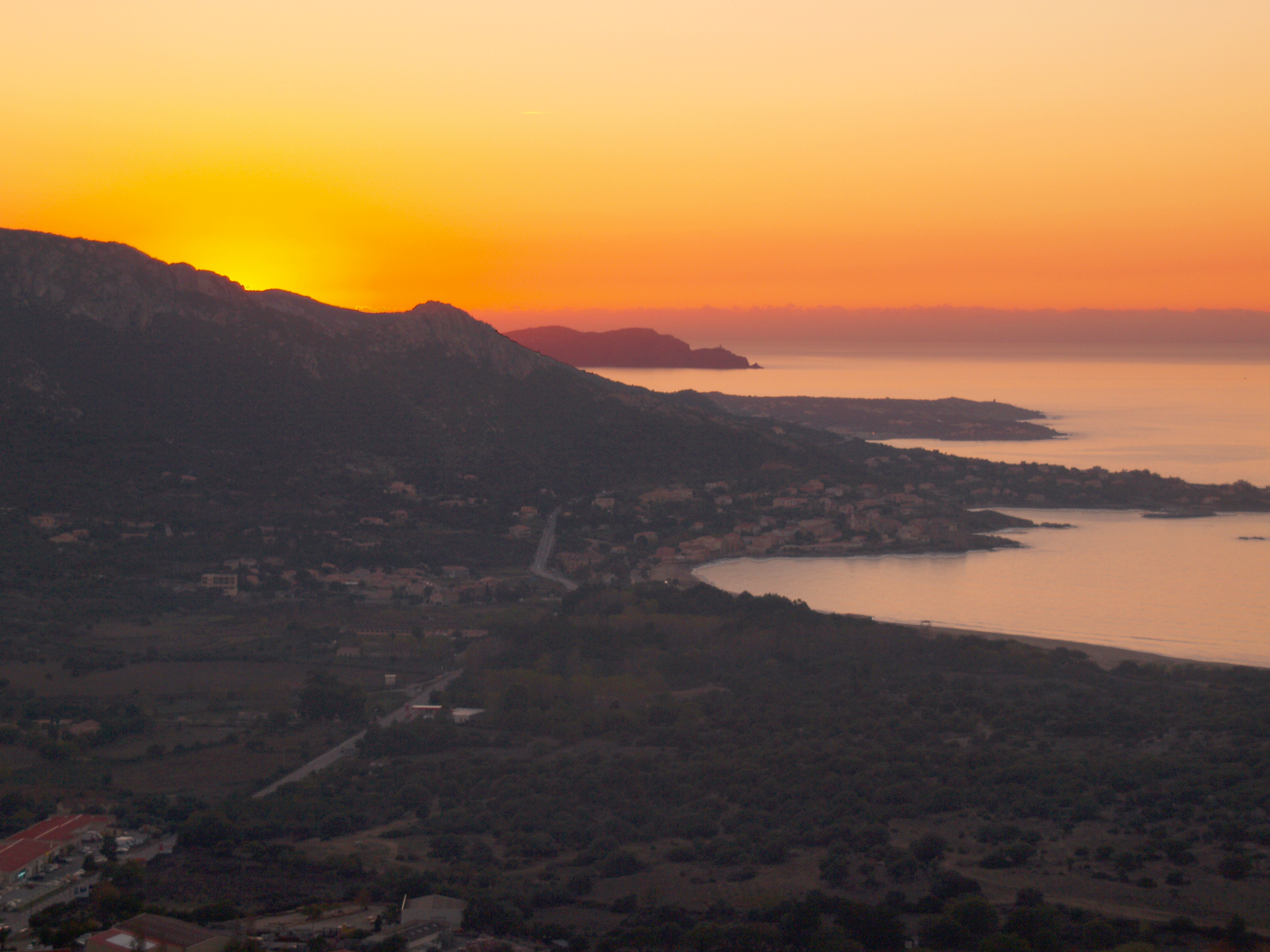
Coucher de soleil depuis Corbara.
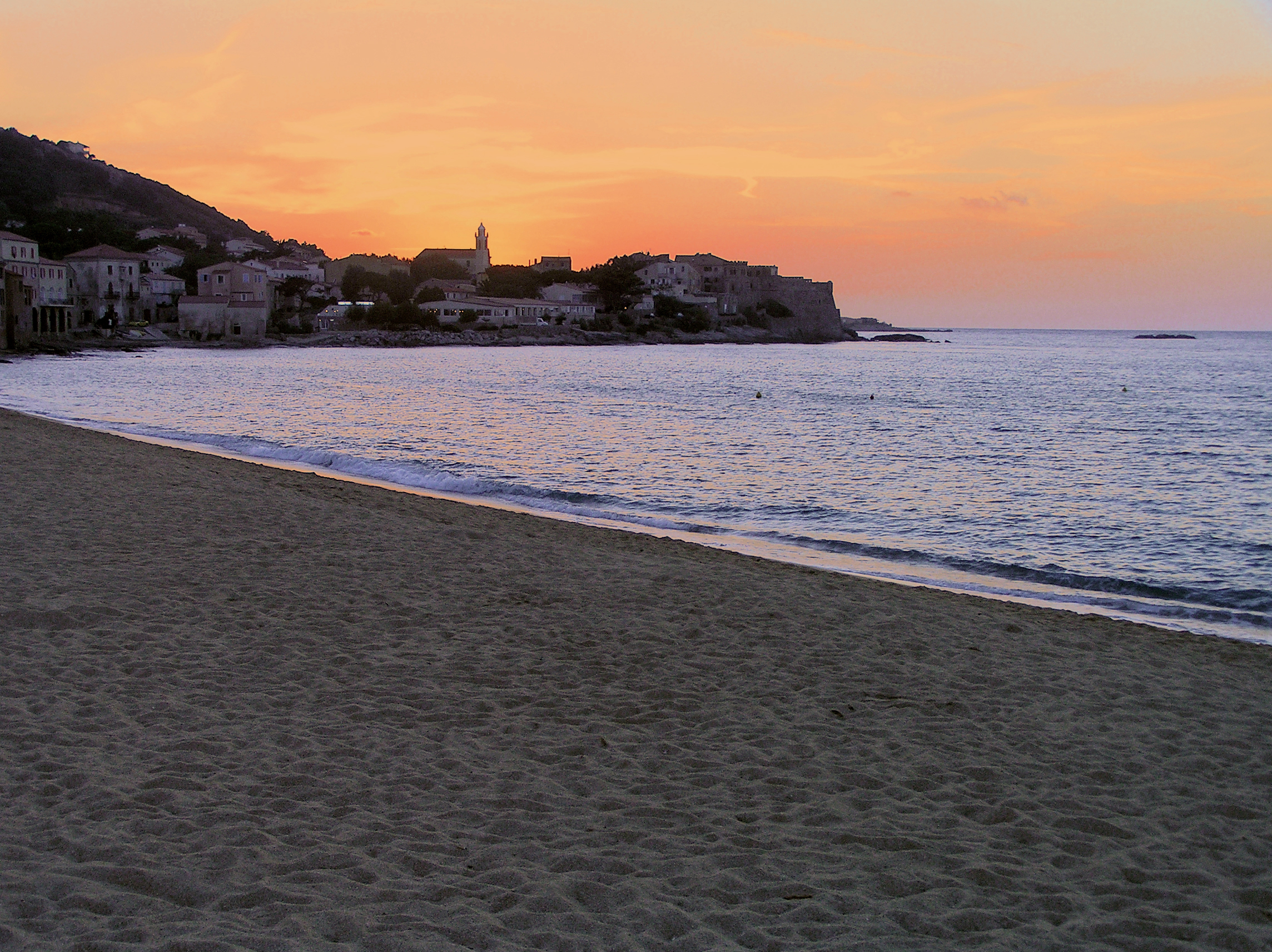
Coucher de soleil.

## Culture locale et patrimoine

### Lieux et monuments

#### Le château fort d'Algajola
Le château fort d'Algajola, U Castellu, a été construit au début du XVIe siècle, peu avant 1531, sur les ruines de la tour des Lomellini (noblesse génoise) pour être la résidence du gouverneur de Balagne pour Gênes jusqu'en 1764. Les pieds dans l'eau, le castellu faisait partie du dispositif de défense mis en place par les Génois sur tout le littoral de l'île. En 1643, il est ravagé par les pirates. En 1664 il est relevé de ses ruines. Il est aujourd'hui une propriété privée.
Le château fort est inscrit Monument historique par arrêté du 15 juillet 1965.

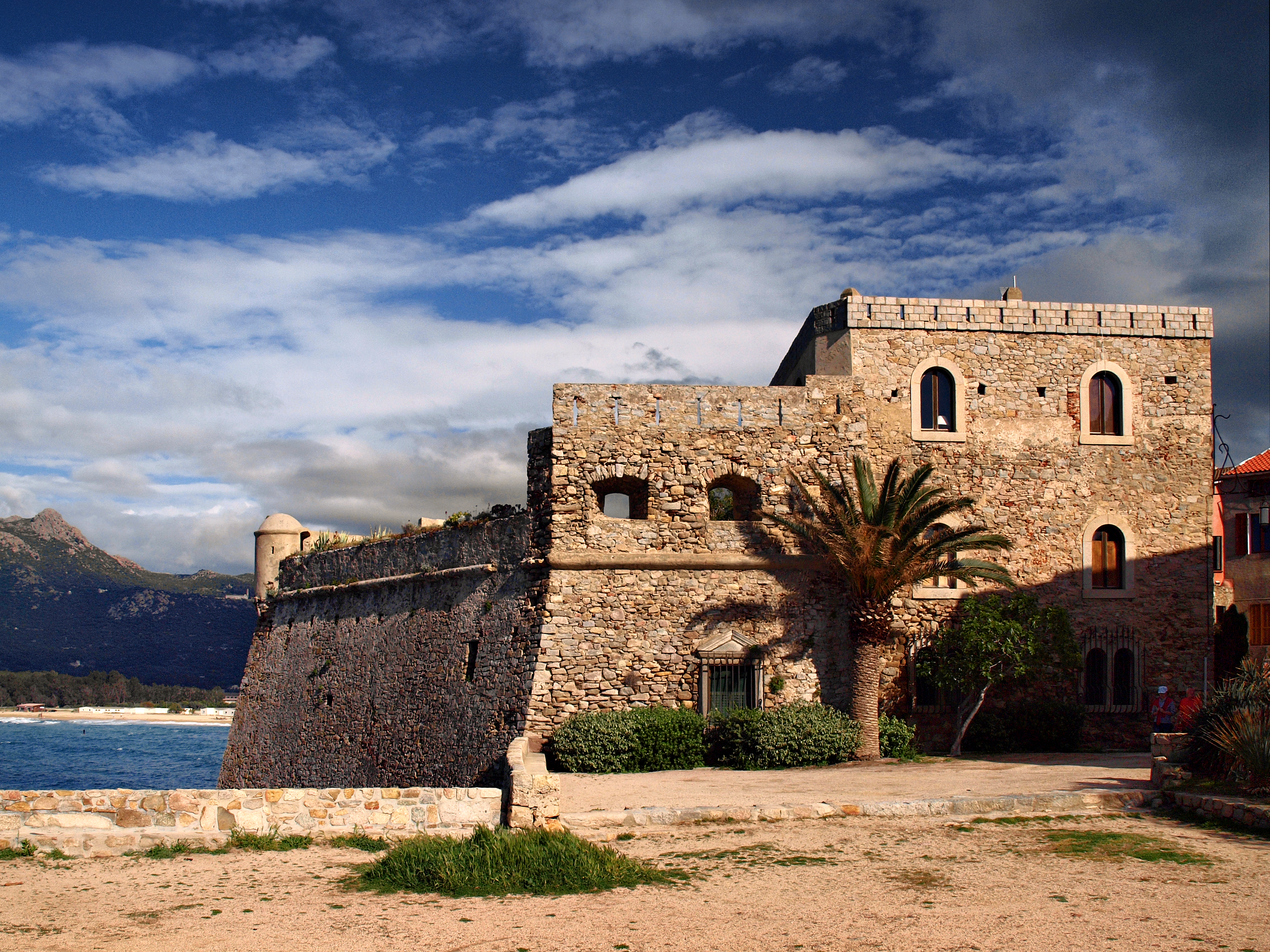
Le fort.
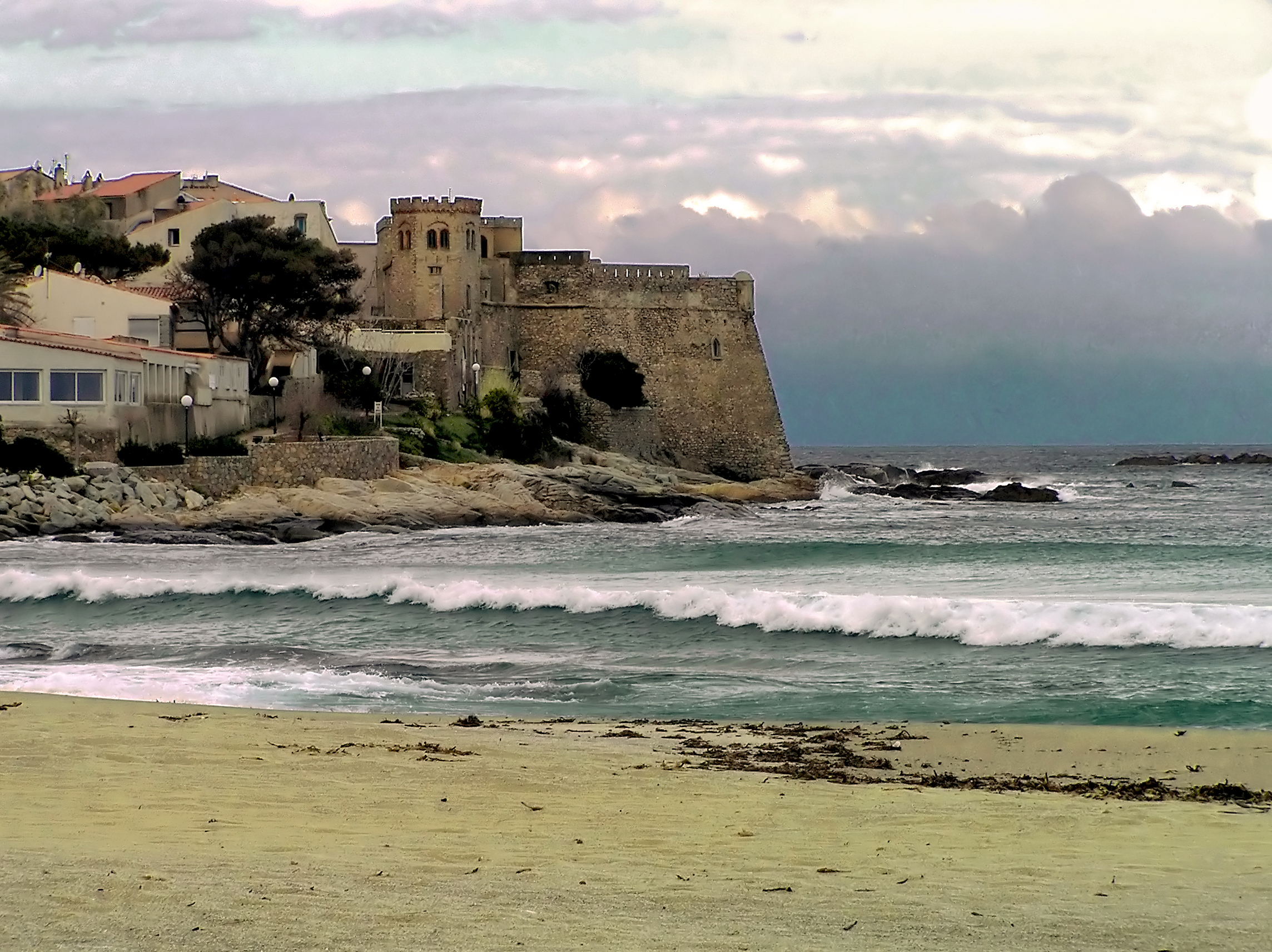
Le château.
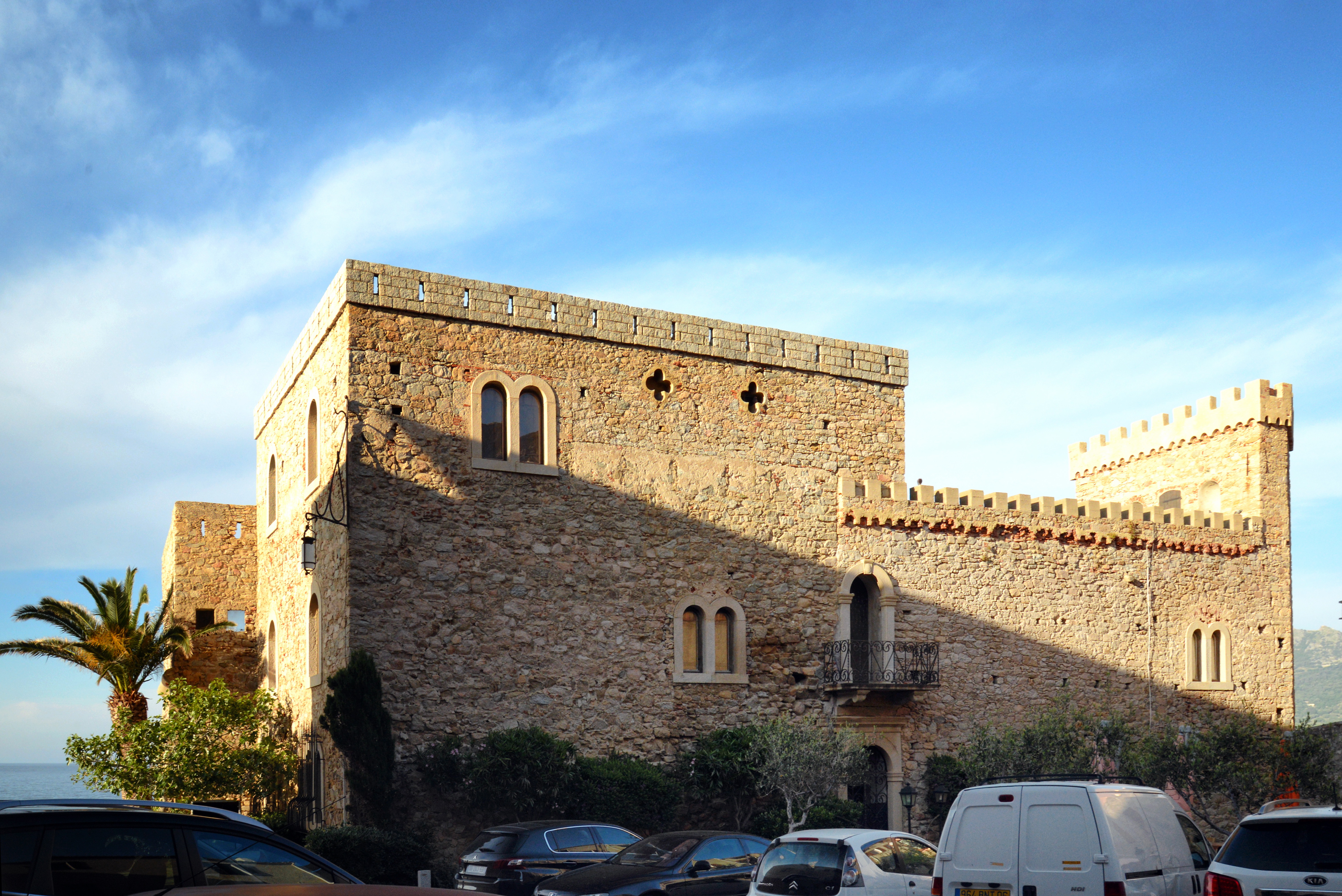
Le château-fort.
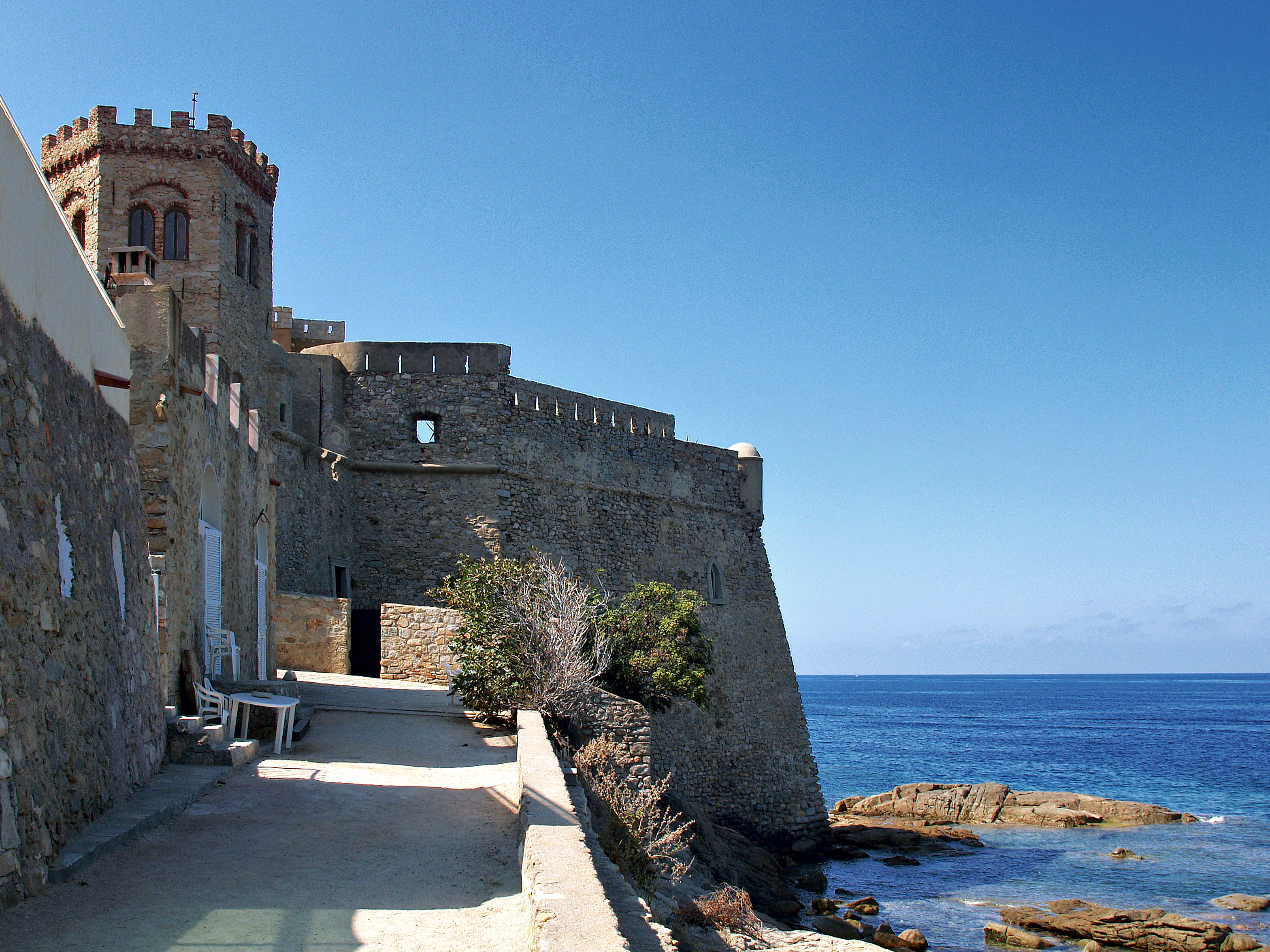
La citadelle.
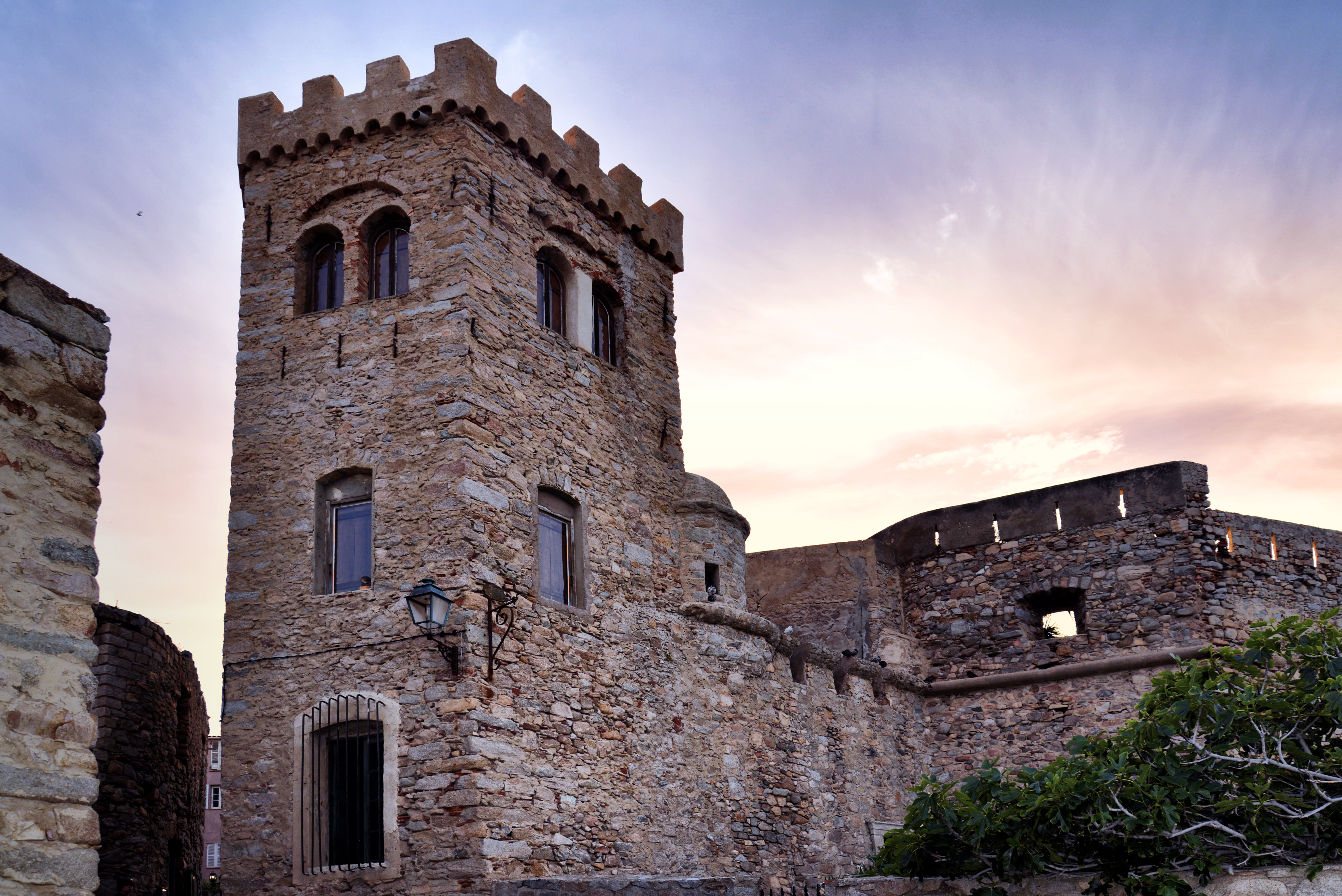
Le château au couchant.
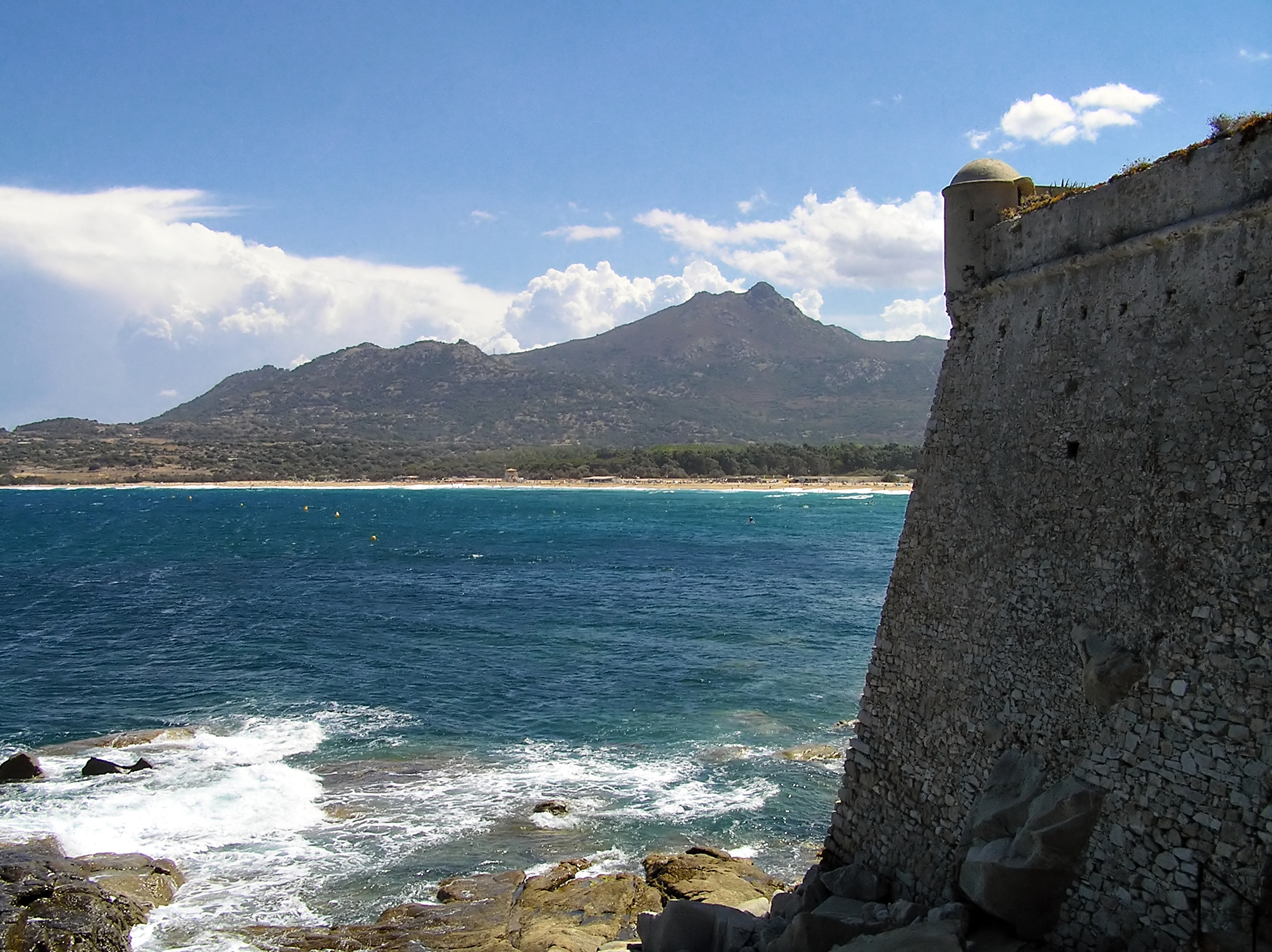
L'échauguette de la citadelle.
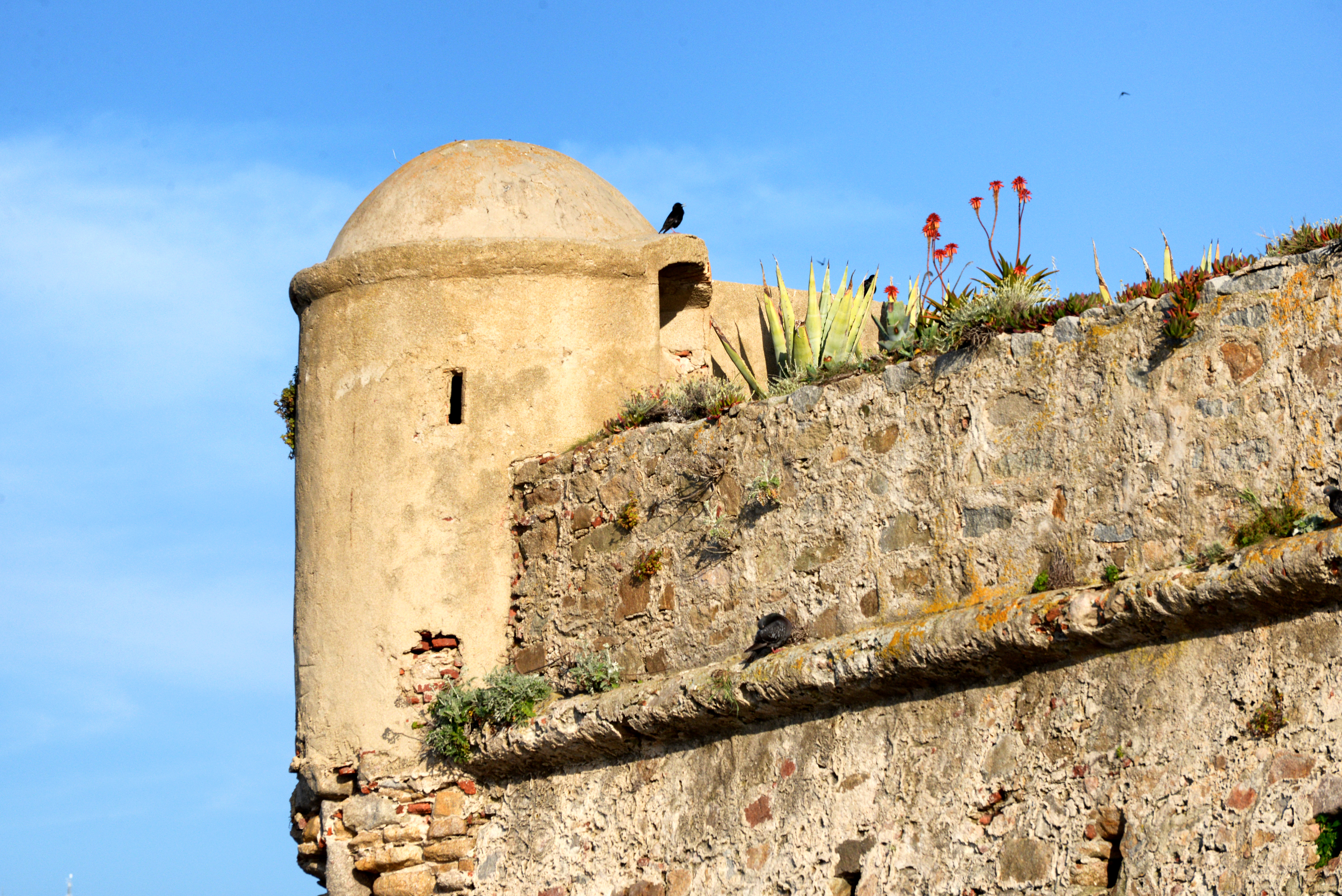
L'échauguette.
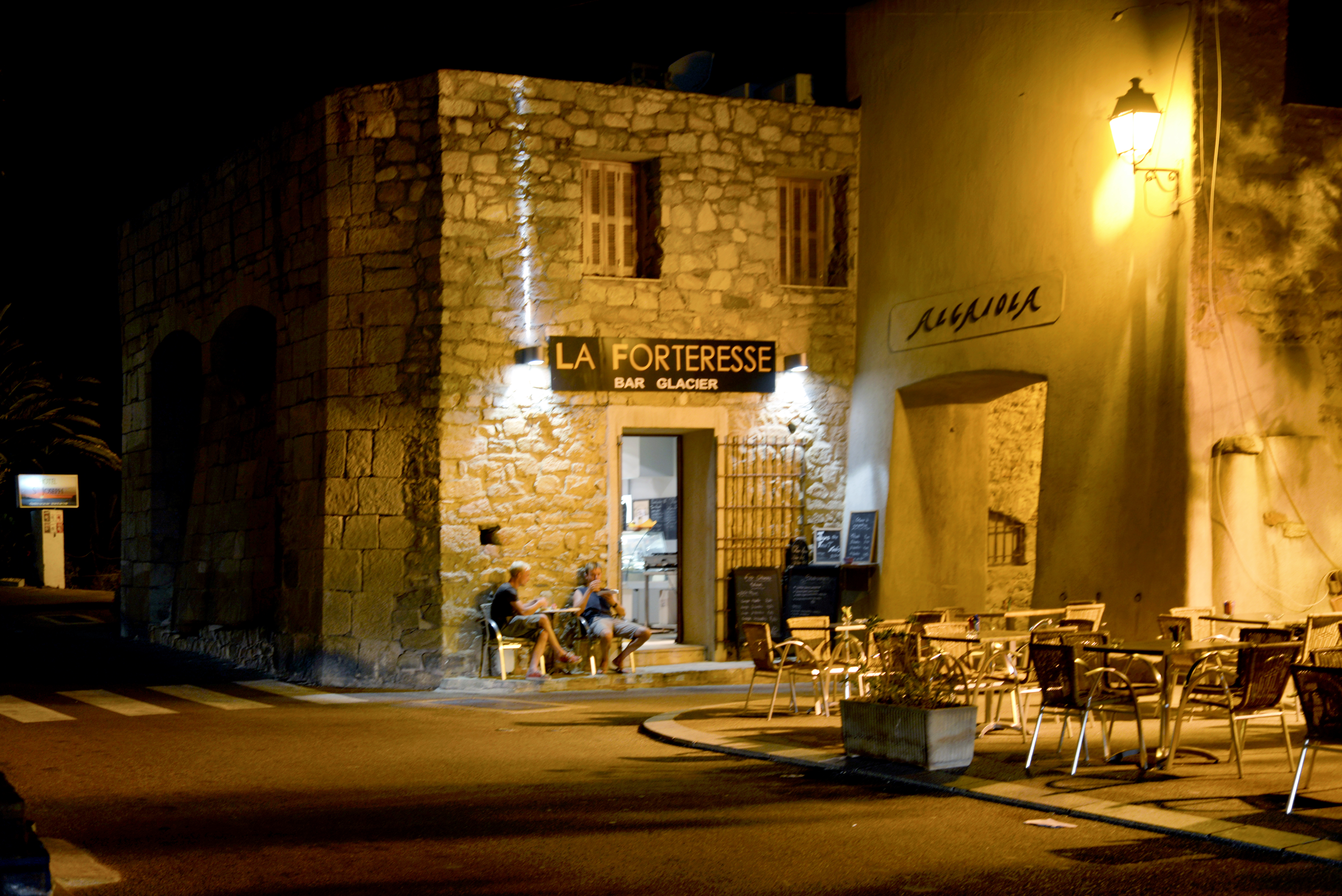
L'entrée de la forteresse.

#### Église paroissiale Saint-Georges
L'église et sa confrérie ont été bâties au XVe siècle. L'église a été incendiée par les Sarrasins, et remaniée en 1618. L'édifice intégré au système défensif du village possède un original clocher carré.
L'église paroissiale Saint-Georges recèle des œuvres remarquables :
- une Descente de croix, tableau du XVIIe siècle de l'École italienne, propriété de la commune et classé MH par arrêté du 16 mars 1908[24] ;
- un orgue de tribune en ébène, du XVIIIe siècle, également propriété de la commune. La partie instrumentale de l'orgue a été classée MH par arrêté du 18 janvier 2007[25] ; le buffet d'orgue et la tribune ont été classés par arrêté du 20 février 1978[26] ; l'orgue par la suite a été classé en totalité par arrêté du 18 janvier 2007[27].

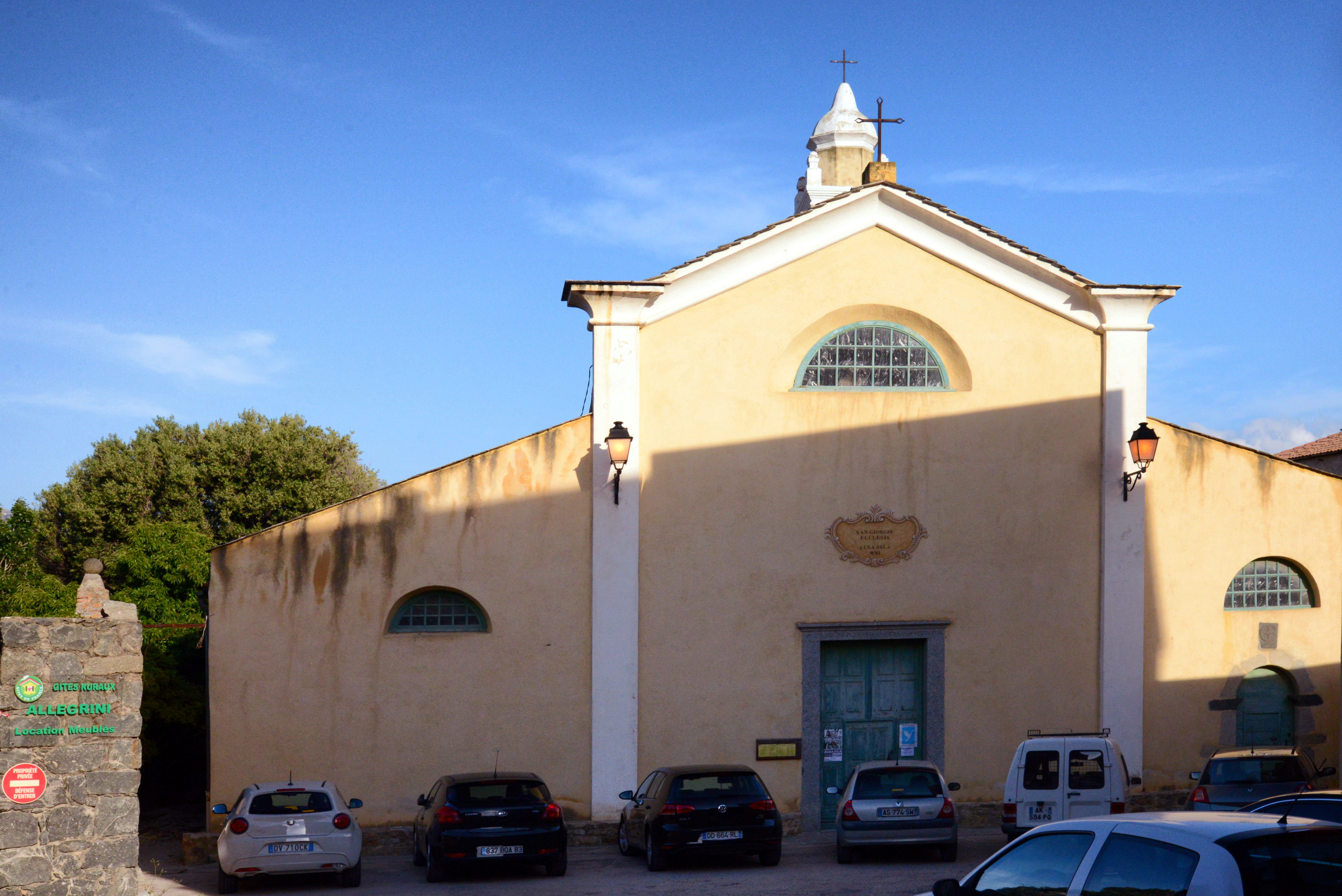
L'église Saint-Georges.
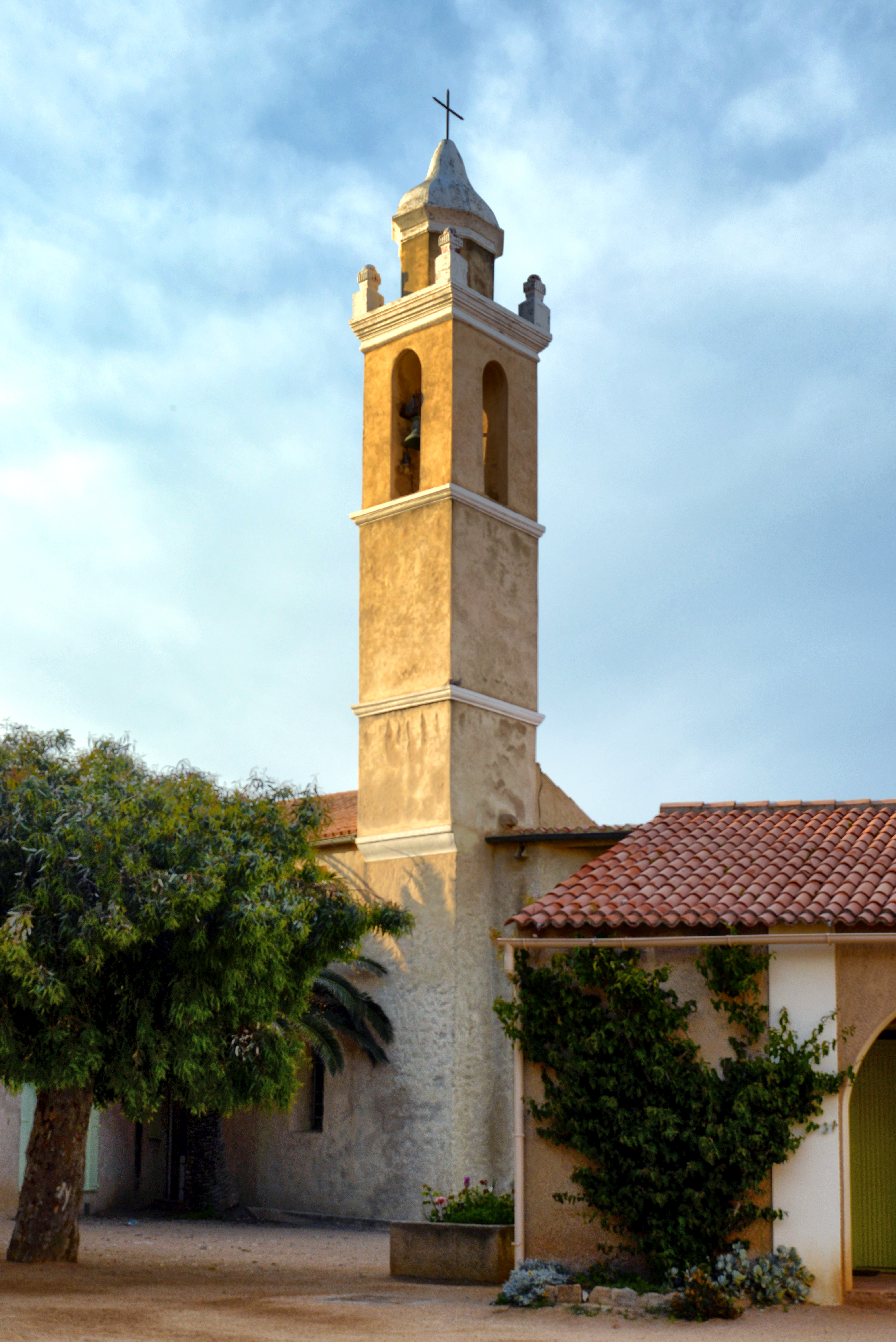
Clocher de l'église Saint-Georges.
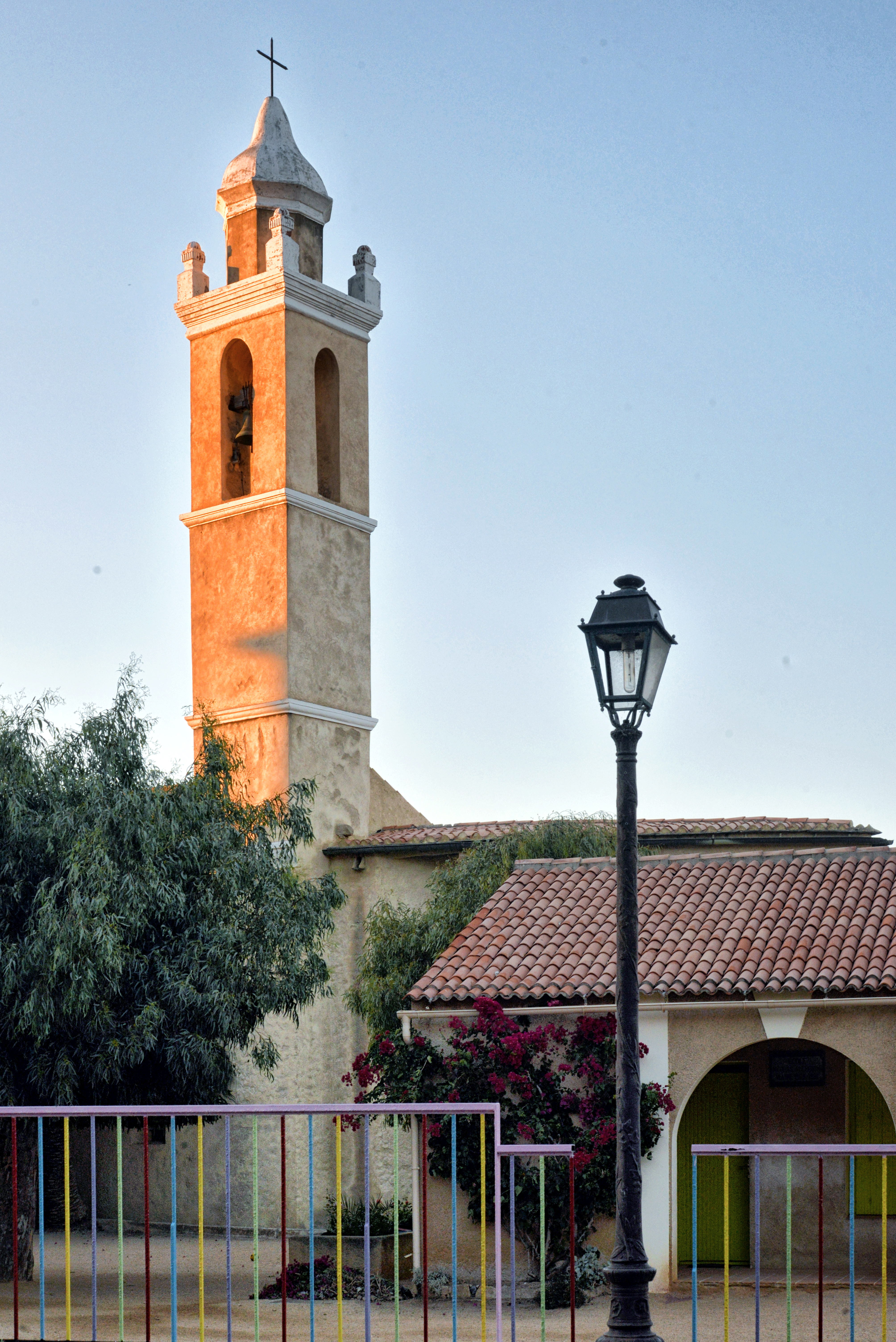
Clocher et école.
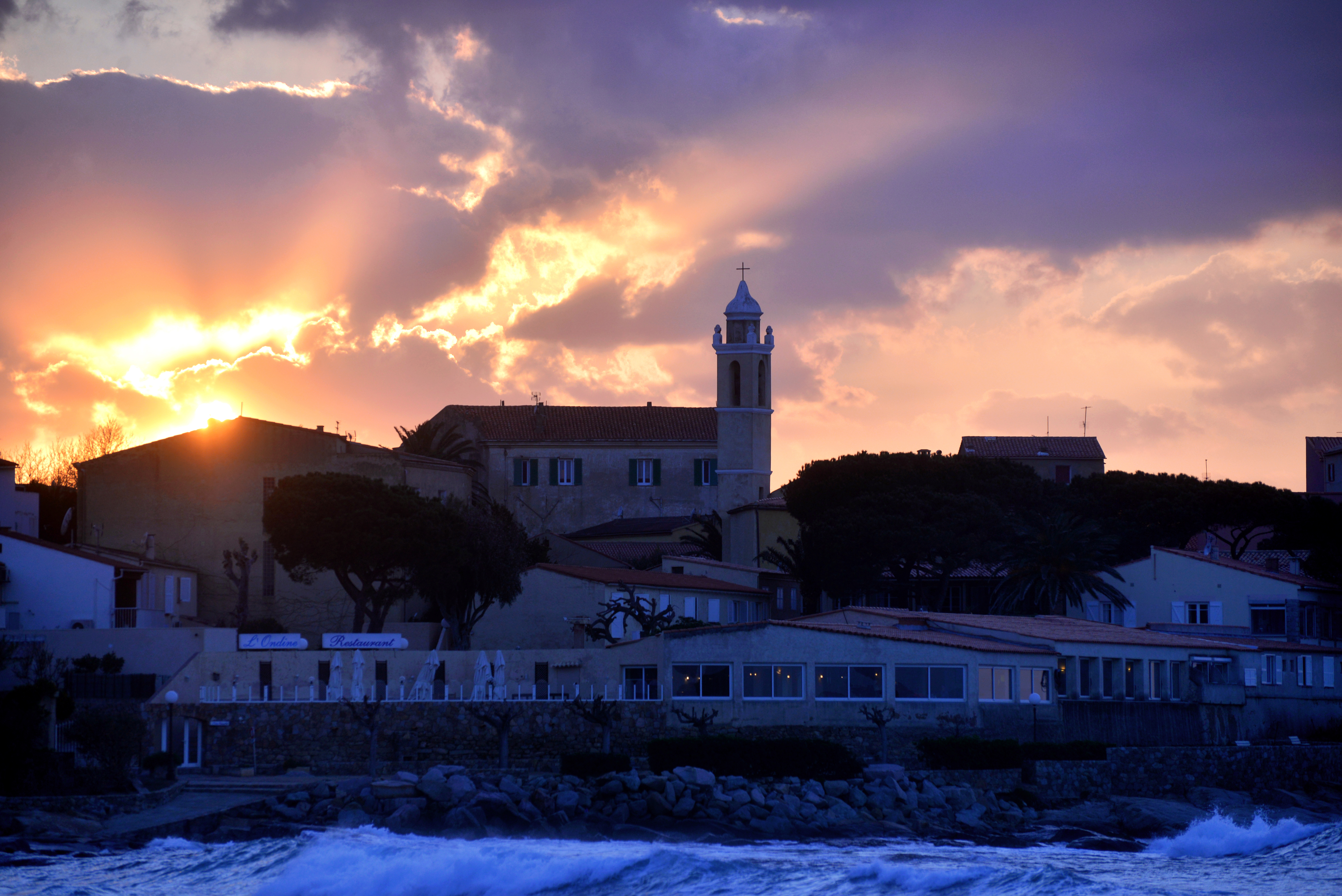
L'église Saint-Georges au crépuscule.

#### ChapelleSaint-Michel

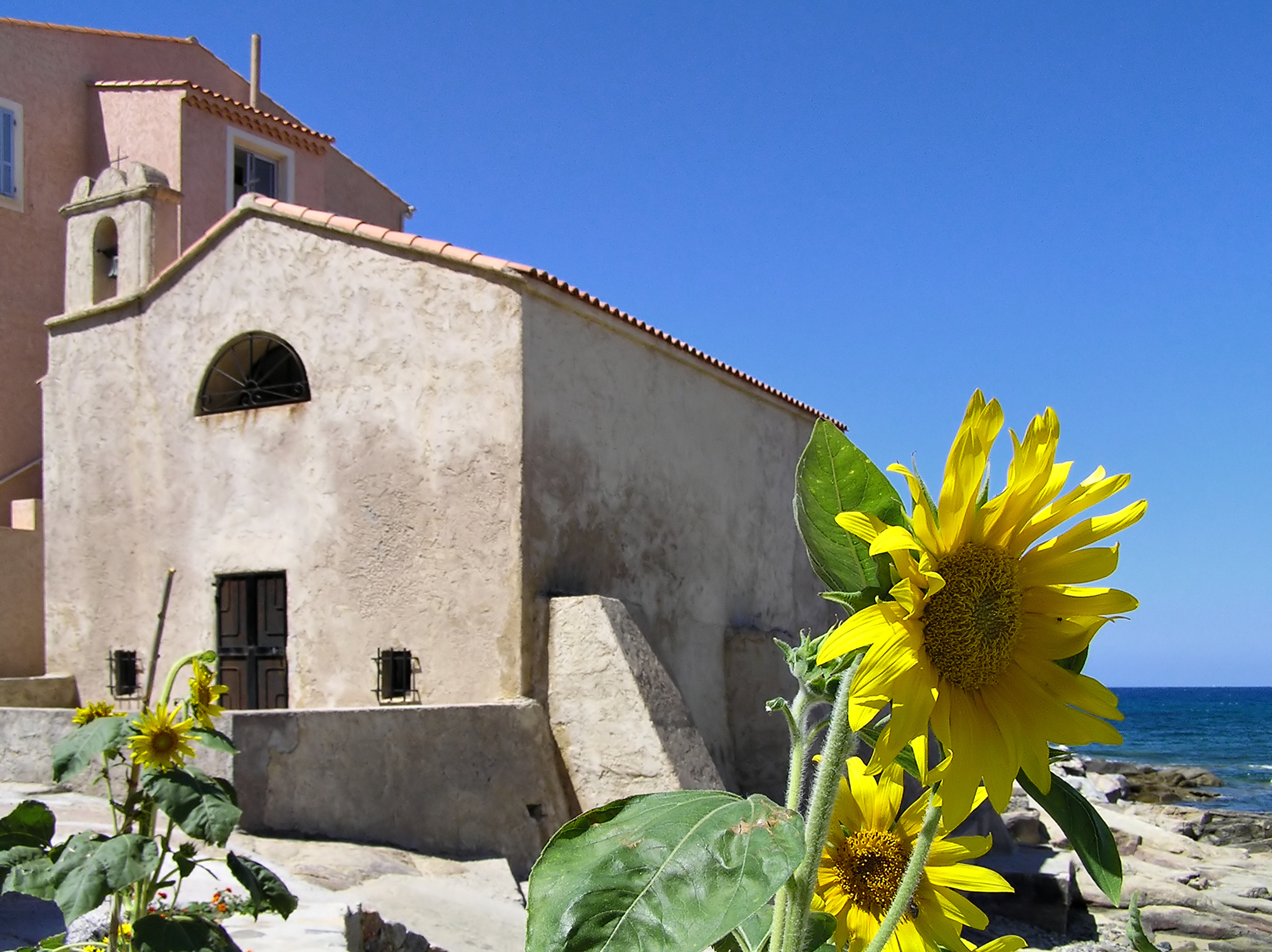
Chapelle Sainte-Michel.

Érigée en bordure de mer au XIIe siècle à l'est du village, cette petite chapelle des marins a été récemment restaurée en raison des incessantes attaques du temps et de la mer.

### Patrimoine naturel
Il n'y a aucun site, espace protégé ou zone à l'inventaire national du patrimoine naturel.

### Personnalités liées à la commune
- Famille de Fabiani
- Pierre Paoli